# Alexandre Koltchak
 (juin 2020).
Pour les articles homonymes, voir Koltchak.
Alexandre Vassilievitch Koltchak (en russe : Александр Васильевич Колчак), né le 4 novembre 1874 (16 novembre dans le calendrier grégorien) à Saint-Pétersbourg et fusillé le 7 février 1920 à Irkoutsk, est un officier de marine russe, océanographe et hydrographe, qui participa ou dirigea plusieurs explorations polaires, pour l'Académie des sciences de Russie. Il se distingue lors du siège de Port-Arthur, pendant la guerre russo-japonaise (1904-1905), notamment en coulant un croiseur japonais. Après la guerre, il est l’un des rénovateurs de la flotte russe et participe à la création de l’état-major général de la marine, l’équivalent de la Stavka. En 1916, du fait de ses actes d’héroïsme et de ses compétences, il devient le plus jeune vice-amiral de la Marine impériale russe et commande la flotte de la mer Noire.
Du fait de la révolution d'Octobre et de la signature du traité de paix avec l'Allemagne, il accepte d’être ministre de la Guerre dans le gouvernement russe anti-bolchevique, fondé à Omsk. Élu en 1918 Gouverneur suprême de la Russie par les forces anti-bolcheviques durant la guerre civile russe, mal soutenu par les alliés et certains de ses officiers, il perd en partie l’appui de la population locale, de la légion tchèque et finalement de certaines de ses propres troupes. À la fin de 1919, les restes de son armée et des centaines de milliers de civils se replient en désordre pour échapper à l’offensive bolchevique qui prend Omsk. Koltchak est renversé en décembre 1919 ; en janvier 1920, il est livré aux bolcheviques et fusillé à Irkoutsk.
Considéré comme « ennemi du peuple », il est réhabilité au début du XXIe siècle.

## Biographie

### Origines

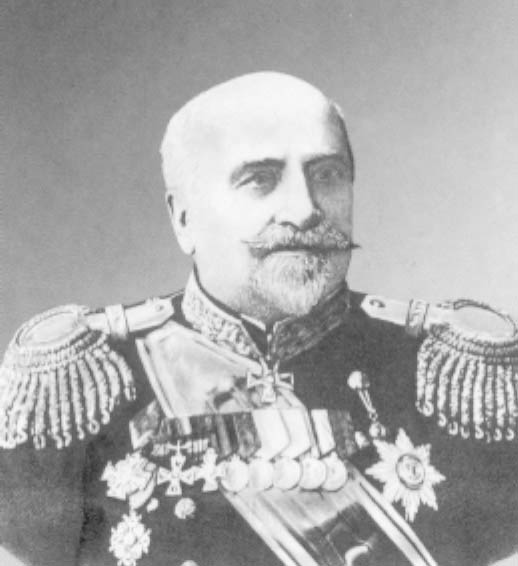
Vassili Ivanovitch Koltchak (1837-1913), son père.

Alexandre Vassilievitch est le fils du général d’artillerie navale Vassili Ivanovitch Koltchak et d'Olga Ilinitchna Possokhova. Vassili Koltchak, grièvement blessé au siège de Sébastopol (1854), est aussi ingénieur. Sa mère vient d’une famille de petite noblesse cosaque du Don,.

### Jeunesse et premières affectations

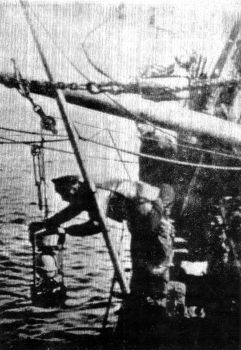
Koltchak faisant des recherches sur la Zaria.

Koltchak est né dans l'appartement de fonction de son père à l’aciérie Oboukhov de Saint-Pétersbourg. Il est baptisé le 15 décembre 1875 a.s. en l'église de la Trinité d'Alexandrovskoïe. Le futur amiral est élevé â domicile par des précepteurs et par la suite dans un lycée classique. Puis, il est élève de l’Académie navale russe, dont il sort deuxième de sa promotion le 15 novembre 1894.
Aspirant, il fait ses classes au 7e bataillon naval de Saint-Pétersbourg. Après quelques mois, il est envoyé sur le croiseur de 1re classe Riourik pour une longue traversée en Extrême-Orient. Il est alors enseigne de vaisseau. Il reste à Vladivostok de 1895 à 1899. À la fin de 1896, Koltchak est nommé lieutenant de vaisseau. Durant ses croisières, Koltchak complète ses connaissances et fait des recherches en océanographie et hydrologie. Il publie en 1899 un long article qui expose certaines de ses découvertes et conclusions.
Alexandre Koltchak retourne en Russie d’Europe et est basé à Cronstadt. Il participe à l’expédition polaire d’Edouard Toll sur le Zaria en 1900 comme hydrologiste. Après des difficultés considérables, l’expédition revient en décembre 1902, ayant perdu quatre hommes dont son chef. Une mission de sauvetage, conduite par Alexandre Koltchak, parvient à retrouver les journaux de bord et les collections scientifiques de l’expédition du Zaria, qui permettent de reconstituer les circonstances de la disparition d’Edouard Toll et de ses compagnons,. Koltchak séjourne dans l’île Bennett du 21 juillet au 26 octobre 1902.
Koltchak participe à trois autres expéditions arctiques pour l’Académie des sciences de Russie et, pendant un temps, il est surnommé Koltchak-Poliarny, qui peut se traduire par Koltchak le polaire. Pour ses explorations, Koltchak reçoit la récompense la plus élevée de la Société russe de géographie.
Après la révolution russe, il est totalement dénigré comme explorateur arctique par les historiens et journalistes soviétiques, qui ne le mentionnent même pas et attribuent ses expéditions à ses lieutenants.

### Guerre russo-japonaise

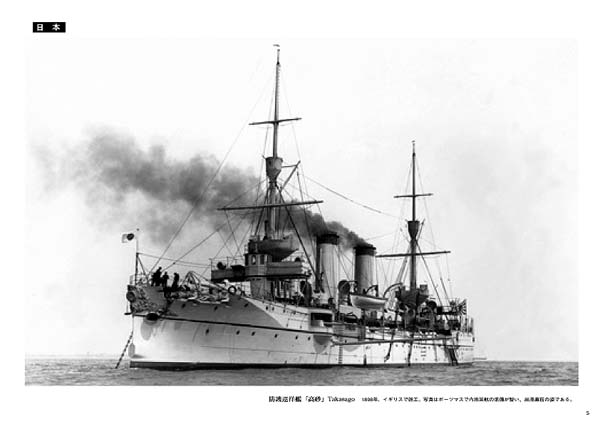
Koltchak détruit le croiseur japonais Takasago avec une mine.

Lors de l’attaque surprise des Japonais, qui est à l’origine de la guerre russo-japonaise, Koltchak est en convalescence à Iakoutsk. Il a beaucoup souffert des rigueurs de l'expédition de sauvetage. Malgré son état de santé, il se porte volontaire pour le service et est accepté. Il prend toutefois quelques jours pour se marier à Irkoutsk. Le lieutenant de vaisseau Koltchak télégraphie à son père de lui amener la fiancée à Irkoutsk, en Sibérie orientale. Là, la cérémonie a lieu et, le jour même, les jeunes époux regagnent l’une Saint-Pétersbourg et l’autre Port-Arthur.
Koltchak arrive à Port-Arthur en mars 1904. Il espère obtenir le commandement d’un destroyer, mais est désigné sur le cuirassé Petropavlovsk. Il fait à nouveau une demande et obtient d’être affecté sur le croiseur protégé Askold. C'est un bâtiment très rapide qui harcèle les Japonais. La guerre russo-japonaise fait rage. Son protecteur, le vice-amiral et océanographe Stepan Makarov, est tué sur le Pétropavlovsk qui explose sur une mine et coule avec presque tout son équipage. Koltchak se distingue lors des engagements navals. Il prend le commandement du destroyer Serdity et détruit avec une mine le croiseur japonais Takasago. Il reçoit l’Ordre impérial de Sainte-Anne et un sabre d'or pour ses exploits militaires. Les Japonais, ses ennemis, le félicitent aussi pour son courage. Alors que le siège de Port-Arthur s’intensifie, il reçoit le commandement d’une batterie de 75 mm. Blessé un peu plus tard, il est fait prisonnier de guerre et détenu à Nagasaki. Son état de santé inquiétant entraîne son rapatriement sanitaire, via le Canada, avant la fin de la guerre.

### La nouvelle marine russe

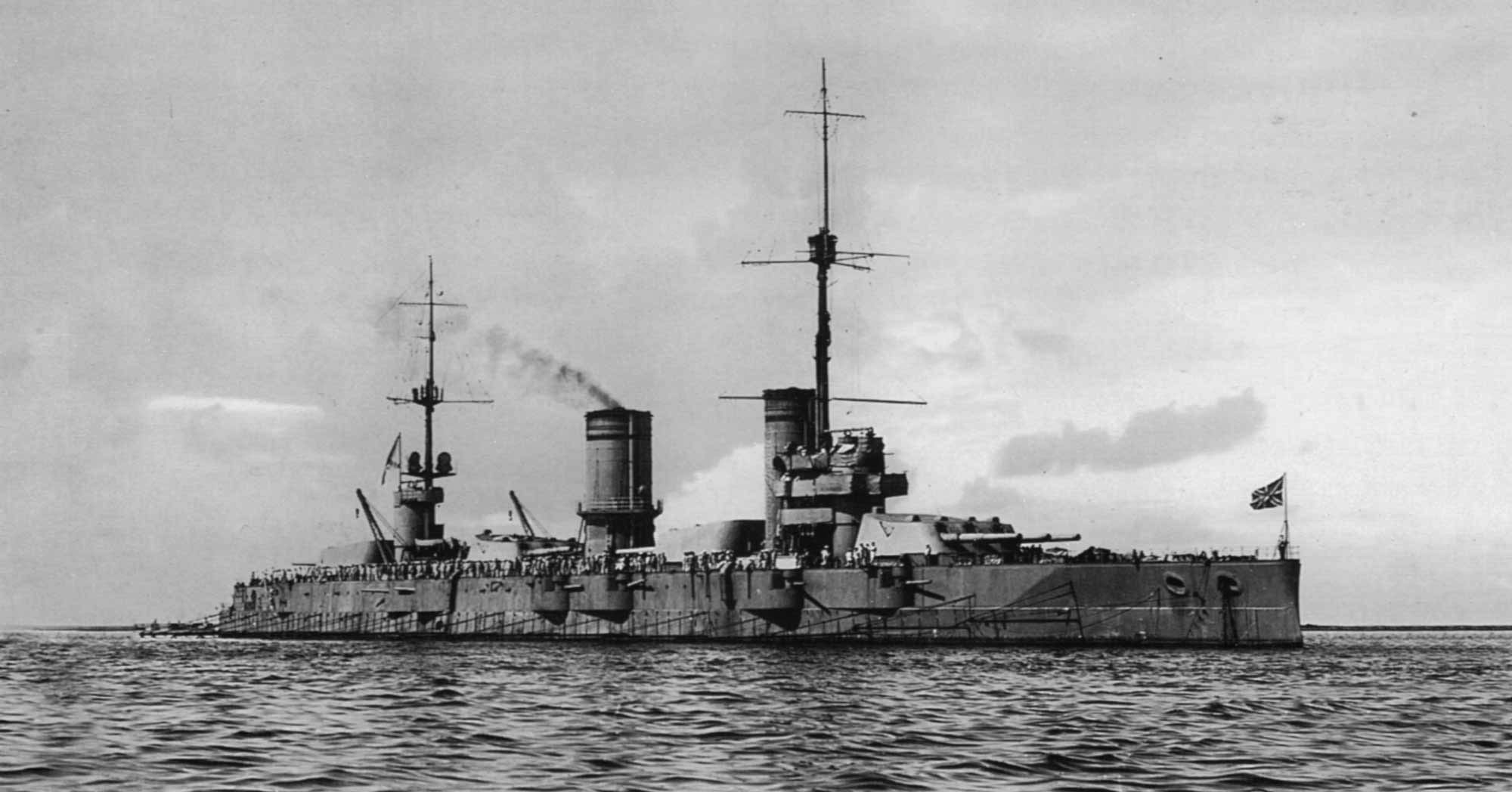
Le en 1914 fait partie de ces nouveaux navires de guerre russes dont Koltchak a obtenu la construction et surtout le financement par la Douma.

De retour à Saint-Pétersbourg en avril 1905, Koltchak assiste à la fin de la révolution russe de 1905 qui le désole. Il consacre son temps à écrire le récit et à dresser les cartes de ses expéditions polaires. L’Académie des sciences de Russie se charge de la publication de ses ouvrages.
Koltchak est l’un des fondateurs du Cercle naval de Saint-Pétersbourg. Un groupe de jeunes responsables du ministère de la guerre et de l’amirauté qui veulent bâtir une marine russe moderne lui confie des responsabilités importantes, malgré son âge et son grade. Il contribue à la création de l’état-major général de la Marine, l’équivalent de la Stavka pour l’armée. De 1906 à 1909, il fait partie de l’état-major de la marine de l’amiral Nicolas Essen et participe très activement à toutes les négociations.
Koltchak participe à la conception de deux brise-glaces modernes, le Vaïgatch et le Taïmir, mis à l’eau en 1909. Entre 1909 et 1910, une expédition polaire dont Koltchak commande un navire parvient à naviguer de Mourmansk à Vladivostok. En 1910, il commande le brise-glace Vaïgatch lors d’une expédition arctique partant de Vladivostok.
Mais il est rappelé à Saint-Pétersbourg et, de 1910 à 1912, il fait à nouveau partie de l’état-major de la marine. Pendant son séjour à l’état-major naval, Koltchak fait pression sur la Douma pour obtenir un accroissement massif des fonds alloués à la Marine et il a des relations amicales avec les élus. Il obtient difficilement les budgets pour la construction de dreadnoughts russes, des cuirassés modernes, comme le Gangut, des croiseurs et des sous-marins. Il prend en considération la supériorité numérique significative de son adversaire potentiel. Il améliore la formation des équipages et crée un nouveau plan de protection de Saint-Pétersbourg et du golfe de Finlande : lors d’une attaque, tous les navires russes à un signal convenu devraient partir en mer et mettre en place huit lignes de mines à l’entrée du golfe de Finlande.

### La Première Guerre mondiale

#### Combats sur la Baltique

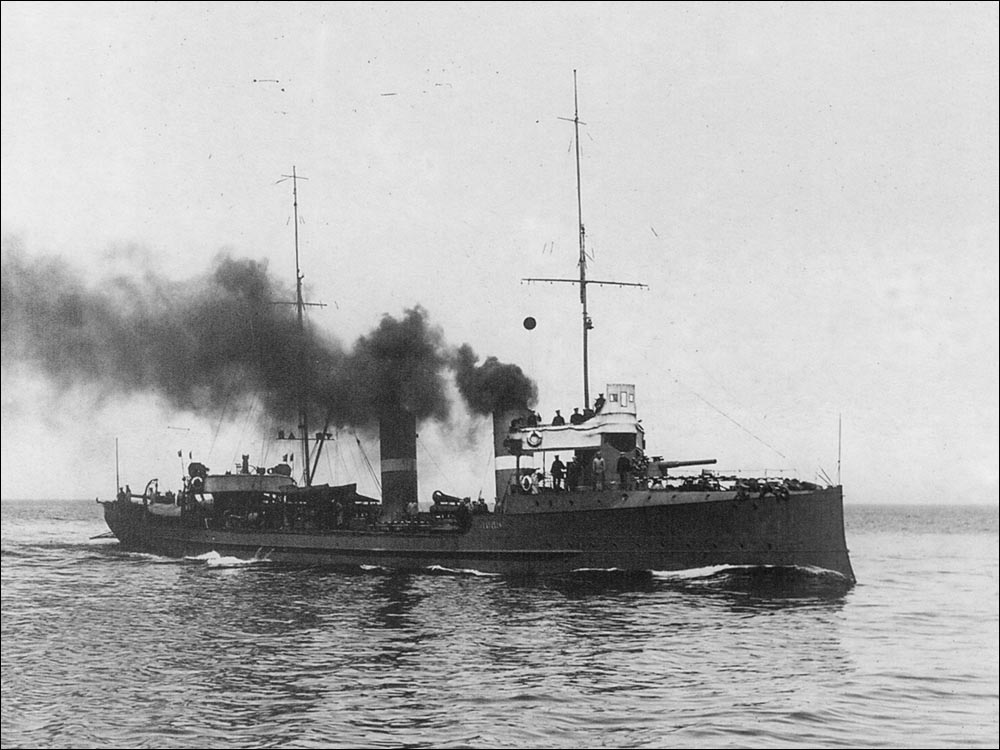
Le Pogranitchnik.

Juste avant la Première Guerre mondiale, Alexandre Koltchak préside un comité qui recommande la construction de 30 nouveaux sous-marins.
Koltchak commande le destroyer Oussouriets jusqu’en 1913, puis assure le déploiement et la surveillance des champs de mines défensifs côtiers, et dirige les opérations des forces navales dans le golfe de Riga, sur le destroyer Pogranitchnik en 1914. Au début de la Première Guerre mondiale, Koltchak est l’un des dirigeants les plus actifs de la flotte de la Baltique. L’amiral Nicolas Essen lui délègue très souvent la planification et le commandement des opérations difficiles et dangereuses de pose de mines, et Koltchak devient le spécialiste de ces missions. Il est commandant du contre-torpilleur Sibirskiy strelok et, le 17 novembre 1914, le croiseur cuirassé allemand SMS Friedrich Carl est coulé par deux mines posées par celui-ci.
D. N. Fedetov, enseigne de vaisseau sur le croiseur Russie, décrit Koltchak comme « le grand espoir des dirigeants de la Marine et de l’Armée les plus jeunes. Il peut être mondain et passer avec son épouse des soirées dans les salons de Riga ou de Petrograd, fumer, boire quelques verres... mais uniquement les rares fois où il n’est pas en mission. Avec ses sous-marins, ses torpilleurs, quelques destroyers et des champs de mines, il truffe de mines les côtes allemandes. »

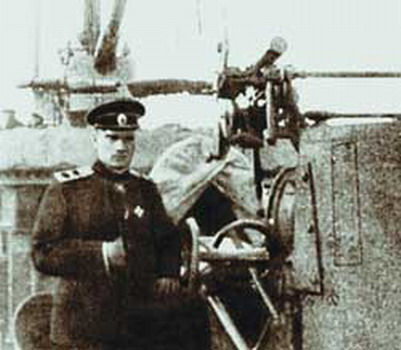
Alexandre Vassilievitch Koltchak en 1916.

Sur le Russie, pendant l’hiver de 1914/1915, Koltchak organise une expédition de mouillage de mines au milieu des eaux allemandes. Le soir du 30 décembre 1914, les croiseurs Oleg, Bogatyr, Riourik et Russie mouillent des mines autour de l'île de Rügen. Pendant que le Russie s’active, ses radios apprennent que des navires de guerre allemands arrivent. Certains officiers veulent s’enfuir, mais Koltchak brusquement dit : « Je ne vois aucune raison d’apporter quelque modification que ce soit dans le plan. Nous devons mouiller nos mines à l’endroit désigné. » Le champ de mines est mouillé sans incident. Un croiseur allemand est même très endommagé ainsi que deux cargos en heurtant des mines.
En 1915, ils accomplissent de beaux exploits dans le golfe de Riga. Le général Radko Dimitriev lui fait attribuer l’Ordre de Saint-Georges. Quand l’amiral P. L. Troukhatchev tombe malade en septembre 1915, Koltchak prend le commandement de la division des destroyers de la flotte de la Baltique, commandement qu’il conserve jusqu’au rétablissement de Troukhatchev en novembre. Il est aussi, à la même époque, commandant des forces navales dans le golfe de Riga.
Koltchak est promu contre-amiral le 5 janvier 1916 et est nommé commandant de la division des mouilleurs de mines. Il hisse son pavillon sur le destroyer Novik.

#### Amiral en chef de la flotte de la mer Noire
Koltchak est nommé vice-amiral en juin 1916. Il a 42 ans et est le plus jeune vice-amiral de l’histoire de la marine impériale. On lui confie le commandement de la flotte de la mer Noire, en remplacement de l’amiral Andreï Eberhardt. Koltchak a deux missions principales à accomplir : liquider les U-boots et, comme le lui a demandé le tsar Nicolas II en personne, débarquer des troupes sur les côtes du Bosphore et les appuyer avec la flotte russe. La mission de Koltchak est aussi de continuer à soutenir le général Nikolaï Ioudenitch dans ses opérations contre l’Empire ottoman.
Une des premières tâches de Koltchak comme commandant de cette flotte est la réorganisation des équipages de la flotte. Les rapports entre les proches de l’amiral Eberhardt et la Stavka sont très mauvais. M. I. Smirnov, qui a travaillé avec Koltchak sur la Baltique, est son bras droit. En novembre et décembre 1916, Koltchak apporte quelques modifications dans les commandements des diverses unités de la flotte. Le contre-amiral M. P. Sabline, responsable des destroyers de la flotte de la mer Noire est remplacé par l’amiral-prince V. V. Troubetskoï.
Les navires de Koltchak attaquent alors régulièrement avec succès la flotte ottomane de transport de charbon, ce qui met le gouvernement ottoman en grande difficulté. En 1916, dans un assaut combiné naval et terrestre, la flotte de la mer Noire de Russie aide l’armée russe à prendre la ville turque de Trébizonde. Koltchak mouille des mines à la sortie des bases d’U-Boots sur le Bosphore et à Varna en Bulgarie, ce qui détruit quatre U-Boots. Vers la fin de 1916, les Allemands doivent abandonner Varna comme base de sous-marins, et les activités des U-Boots en mer Noire deviennent rares.

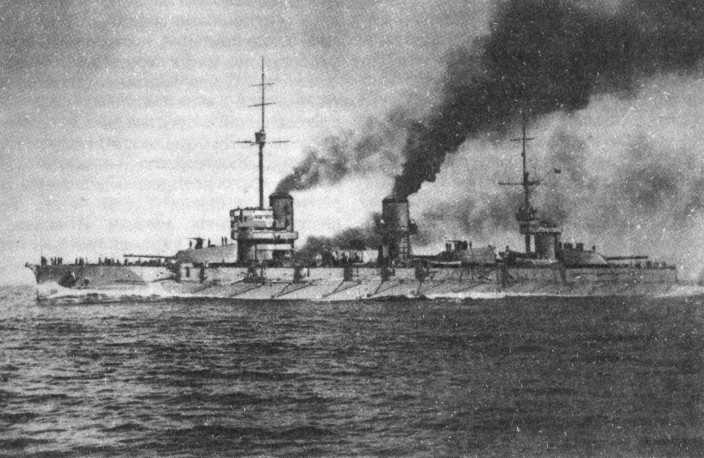
Le cuirassé dreadnought Impératrice Maria.

Toutefois, l’amiral ne peut pas débarquer de troupes sur les côtes du Bosphore du fait de l’entrée en guerre de la Roumanie et de l’effondrement rapide du front qui oblige les Russes à y envoyer le corps d’armée devant débarquer en Turquie. Le 7 octobre 1916, le cuirassé dreadnought Impératrice Maria explose dans le port de Sébastopol, peut-être victime d’un attentat d’agents allemands aidés par des traîtres. L’amiral ne peut empêcher le navire de couler. Il ordonne l’évacuation de l’équipage.
Quand il servait dans la flotte de la Baltique, Koltchak s’était rendu compte du potentiel de l’aéronavale et, devenu commandant de celle de la mer Noire, il continue à intensifier la tactique de l’amiral Eberhardt qui est d’utiliser des hydravions pour des raids aériens le long des côtes ennemies. Les missions de bombardement sont menées à bien par les hydravions et par l'artillerie des navires.

### Révolution de février

#### Les mutineries

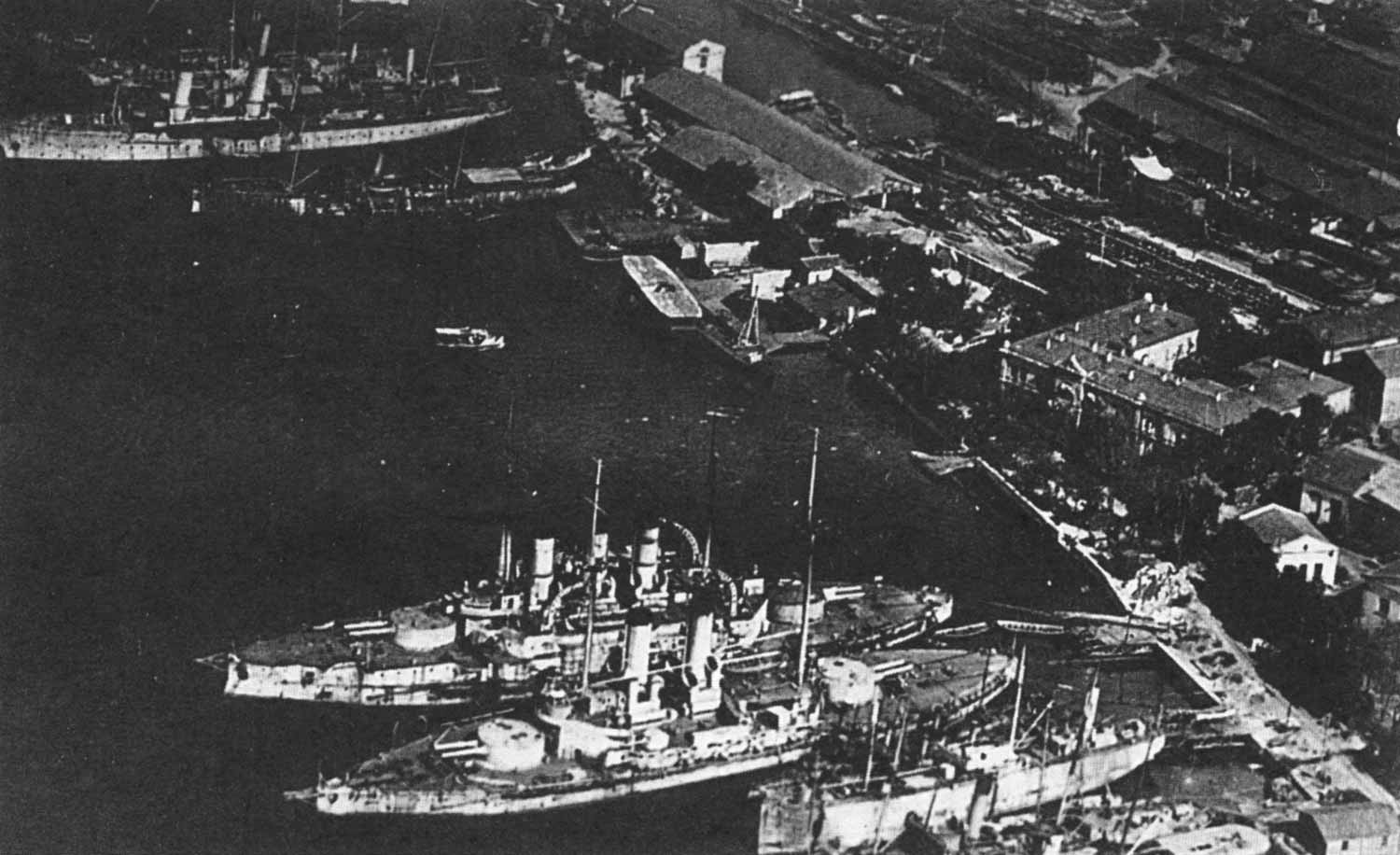
Une partie de la flotte de la Mer Noire dans le port de Sébastopol en 1918.

Koltchak demande aux navires de guerre d'appareiller et avertit les marins du début de la révolution de Février. Les équipages semblent peu touchés par l’esprit révolutionnaire. Contrairement à la flotte de la Baltique, celle de la mer Noire reste disciplinée dans un premier temps. Lorsque arrive le fameux Ordre n°1 du Soviet de Petrograd qui supprime l’autorité militaire, l’amiral Koltchak refuse de l’appliquer et réussit même à réprimer les actes de désertion. Mais en dehors de cela, il reconnaît des pouvoirs aux élus des comités de marins et travaille avec eux. C’est un militaire qui ne pense qu’à la victoire finale contre les Allemands.
En avril 1917, le ministre de la Marine, Alexandre Goutchkov, lui offre le commandement de la flotte de la Baltique, espérant peut-être que ce meneur d’hommes efficace pourrait faire retourner au combat la flotte révolutionnaire. Koltchak refuse et décide de rester avec la flotte de la mer Noire. Fin avril, alors que la situation militaire de la Russie continue à empirer d’heure en heure, en raison des désertions massives qui frappent l'armée, Koltchak forme des bataillons de choc, dont des bataillons féminins, composés de volontaires. Son idée est que ces unités remonteront le moral du reste de l’armée par leur courage et leur fidélité aux Alliés. L’effet est de courte durée.
Au cours des mois qui suivent, la production des chantiers navals et des usines d'armement commence à s’effondrer.

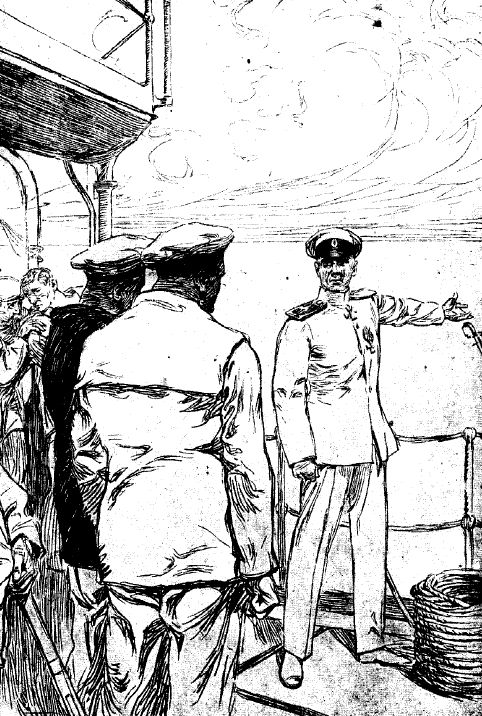
Koltchak refusant de donner son sabre d'or.

Au début de l’été, des agitateurs révolutionnaires venant des équipages de la flotte de la Baltique commencent à influencer les équipages de la mer Noire. Koltchak assiste à des réunions de Soviets et les tolère pour garder le soutien des marins.
Samuel Hoare, chef de l’Intelligence Service en Russie déclare que Koltchak « est ce qu’il a trouvé de plus proche d’un gentleman anglais ». L'amiral, bien qu'approuvant la tentative du général Lavr Kornilov, ne participe pas à son coup d'État par légalisme. À Odessa, Koltchak rencontre Alexandre Kerenski, qui veut continuer la guerre aux côtés des Alliés de la Russie, mais épargner des vies humaines. Koltchak envoie alors une lettre de démission au chef du gouvernement temporaire, le prince Lvov ; il constate tous les jours qu’il ne peut plus commander la flotte : « Les marins et le Comité central me dictent ce que je dois faire, mais je ne veux rien faire avec eux ». Grâce à l’intervention de Kerenski, la situation s’améliore.
Cette réconciliation entre l’amiral et ses marins dure seulement environ un mois. Les comités révolutionnaires constitués sur les bâtiments donnent l’ordre en juin de désarmer les officiers et de fouiller leur chambre. L’amiral Koltchak demande à ses officiers d’obéir mais lui-même, quand les marins mutinés envahissent la passerelle du navire amiral et le cernent en le sommant de rendre le sabre d'or gagné durant la guerre russo-japonaise, refuse. Ne voulant pas que ce symbole de son rang et de l’Amirauté tombe aux mains des mutins qui auraient pu s’en servir comme trophée, il détache le sabre de son ceinturon et le jette par-dessus bord. Koltchak démissionne et part pour Pétrograd.

#### La mission de Koltchak

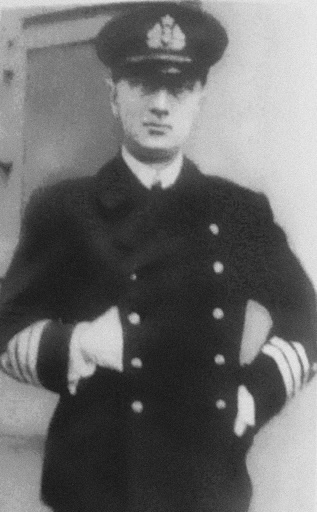
Koltchak en 1918.

Pendant son voyage en train, Koltchak rencontre par hasard l’amiral James Glennon (en) de la mission américaine, arrivé à Sébastopol le jour même de sa démission. Glennon suggère à Koltchak de visiter les États-Unis pour partager avec ce nouvel allié ses expériences de la guerre des mines et des débarquements de troupes.
Alexandre Kerenski donne tort aux révolutionnaires de Sébastopol qui veulent alors arrêter l’amiral. À l’arrivée de Koltchak dans la capitale, une délégation d’officiers lui offre une dague d’honneur avec l’inscription suivante : Au héros d’honneur l’amiral Koltchak, de la part de l’Union des officiers de l’armée et de la flotte. Alexandre est flatté, mais ne rejoint pas les ligues d’officiers, contrairement à ce que raconteront ces hagiographes et ses détracteurs par la suite. Les journaux de la droite conservatrice titrent tout de même Tous les pouvoirs à Koltchak ! et des industriels et des membres du gouvernement veulent en faire le ministre de la Marine, mais lui n’est qu’un patriote et en rien un conspirateur contre-révolutionnaire.
Koltchak n’est pas sûr que le gouvernement provisoire va le laisser partir, mais les membres du gouvernement sont au contraire très heureux de se débarrasser de lui. L’amiral voyage en Grande-Bretagne et aux États-Unis, en tant qu’observateur militaire et technique auprès du Secrétariat à la Marine des États-Unis. Il rencontre les amiraux John Jellicoe et William Reginald Hall (en) et étudie les hydravions britanniques. Aux États-Unis, il donne une série de conférences au Naval War College à Newport (Rhode Island), notamment sur l’invasion des Dardanelles, mais cette expédition ne fait pas partie de projets américains. Déçu, Koltchak retourne en Russie, voyageant à travers les États-Unis avec l’intention de rejoindre Vladivostok.
Il reste en tout plusieurs mois aux États-Unis, puis, au mois de novembre, le gouvernement Kerenski étant tombé, il décide de regagner la Russie en passant par le Japon. À Tokyo, il apprend l’ouverture par les bolcheviks des pourparlers de Brest-Litovsk, en vue d’un armistice avec l'Allemagne. Il sait aussi que beaucoup de ses proches ont été massacrés par les bolcheviks. Il n’est donc pas question pour lui de servir un gouvernement qui abandonne ses alliés en pleine guerre et assassine des officiers. C’est une question d’honneur national. Il va donc trouver, le 23 novembre 1917, l’ambassadeur de Grande-Bretagne à Tokyo, sir Conyngham Greene (en), pour continuer la guerre aux côtés des Alliés. Il lui propose, « conformément à son devoir d’officier russe, d’aller combattre si possible sur le front occidental, dans les troupes terrestres et, si nécessaire, comme simple soldat ». Selon son bras droit, c’est son intention depuis qu’il a dû quitter Sébastopol.

### Révolution d'Octobre

#### Koltchak en Extrême-Orient

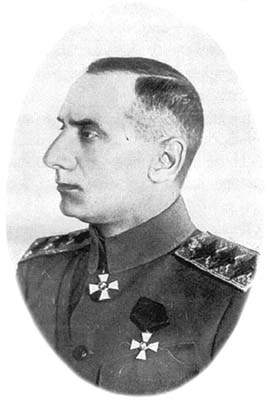
Koltchak.

L’ambassadeur britannique télégraphie à Londres et, en janvier 1918, Koltchak part rejoindre la mission militaire en Mésopotamie commandée par le général Lionel Dunsterville et dans laquelle combattent des Cosaques blancs. Mais lors de l'escale de Singapour, l’amiral reçoit un message lui demandant de rencontrer les dirigeants du chemin de fer de l’Est chinois, en Mandchourie. En mars 1918, le prince Koudachev (ru), ambassadeur à Pékin, et les actionnaires du chemin de fer proposent à l’amiral Koltchak le poste de membre militaire au bureau directeur de la compagnie.
Koltchak, qui souhaitait rejoindre le front occidental et combattre aux côtés des Alliés, accepte à contre-cœur la proposition sur insistance du Bureau de la Guerre (War Office). Quelques jours plus tard, le général Khorvat, l’industriel Poutilov et plusieurs représentants de la Banque russo-asiatique se mettent d’accord sur la réorganisation de la compagnie et le retour à l’ordre dans la région du chemin de fer.
Les gouvernements alliés pensent qu’il faut rétablir l’ordre en Russie pour vaincre les Rouges et Koltchak, ami des libéraux, célèbre en Russie et dans le monde entier du fait de ses actions pendant la guerre, allié fidèle, militaire courageux et efficace, chef admiré par tous les nationalistes russes, semble un choix idéal. Winston Churchill le voit « honnête, intelligent, incorruptible et patriote ». The New York Times affirme qu’il est « un homme fort honnête, dont le gouvernement est stable et à peu près représentatif ».
La nomination de Koltchak au poste de commandant en chef des forces russes dans la région du chemin de fer est officialisée le 26 avril 1918. Il réorganise les troupes russes - quelque 3 000 hommes - du chemin de fer de l'Est chinois.

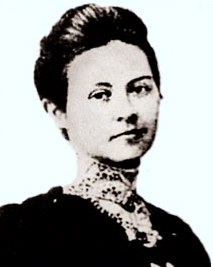
Sophia Fedorovna, l'épouse de l'amiral.

Le climat d’intrigues, de chaos et de corruption qu’il trouve à Harbin ne fait rien pour dissiper la méfiance initiale de l’amiral. Les Japonais, dirigés par le général Nakajima, le chef de leur mission militaire, contrôlent le territoire et tirent les ficelles. Koltchak ne l’admet pas, pas plus qu’il n’admet les prétentions de l’Ataman cosaque Grigori Semenov à se tailler un royaume personnel en Mandchourie : c’est un anti-bolchévique trop brutal et un bandit à la solde des Japonais. Les deux hommes se détestent dès leur première rencontre et Koltchak est tout autant détesté par les Japonais, qui ne veulent pas d’une Russie à nouveau puissante en Sibérie.
Finalement, au mois de juillet 1918, l’amiral se rend personnellement à Tokyo pour tirer la situation au clair avec le haut commandement japonais. Il n’obtient que des réponses dilatoires, qui achèvent de l’exaspérer. Ce sont les Britanniques, une fois de plus, qui font appel à lui. Koltchak s’entretient avec le général Sir Alfred Knox (en), qui a été chef de la mission militaire britannique en Russie pendant la guerre. Les deux hommes estiment que des mesures fortes sont nécessaires pour détruire les bolcheviks et rétablir l’ordre en Russie. Les Britanniques proposent la création d’une armée blanche qui serait équipée avec du matériel britannique et formée par des officiers britanniques.
Koltchak décide de rejoindre l’Armée des volontaires. Il ne s’inquiète plus du sort de sa femme et de son fils, Rostislav, qui de Sébastopol sont partis en France. Il voyage avec celle qui est sa maîtresse depuis de nombreuses années, Anna Timireva, l’ancienne épouse de l’amiral S. N. Timirev. Elle a un fils, Vladimir Timirev, ingénieur et artiste peintre, qui sera tué en 1938, après avoir été dénoncé comme étant le beau-fils de Koltchak,,.

### Le Gouvernement provisoire de la Sibérie autonome
Au cours du premier semestre 1918, la Sibérie, avec l’aide de la légion tchèque, semble vouloir secouer l’emprise bolchevique. Des gouvernements se créent, un sibérien à l’Est, ceux de l’Oural, de Samara et d’Arkangelsk. Koltchak devient formellement le commandant suprême du Gouvernement provisoire de la Région septentrionale en novembre 1918. Certains groupements cosaques réagissent également et l’idée de s’unir, pour refaire un Gouvernement de toute la Russie, est une de leurs plus chères intentions. Ils espèrent réunir au plus tôt cette Constituante, dont on agite désormais la possibilité.
Koltchak arrive à Omsk le 13 octobre 1918 pour rejoindre l’Armée blanche en constitution. Il est nommé ministre dans le gouvernement sibérien, car il est un héros et un chef exemplaire pour beaucoup d’officiers. On lui donne le commandement de la marine militaire du « Directoire anti-bolchevique unifié », dans lequel les socialistes-révolutionnaires sont majoritaires,,. Pourtant, une déclaration du Comité central de ce parti le 24 octobre 1918 à Oufa accuse le Directoire d’être « une forme de rempart réactionnaire à combattre sans pitié » et elle suscite un malaise même chez des ministres comme Pierre Vologodski (ru), qui a été socialiste-révolutionnaire. Mais cela n’ébranle pas la conviction de Koltchak que le pouvoir nouvellement créé sert la démocratie et l’établissement d’un État de droit.
Le 18 novembre 1918, le Directoire issu de la coalition des gouvernements blancs d’Omsk et de Samara est liquidé par un coup d’État et remplacé par une dictature militaire.

#### Coup d'État à Omsk

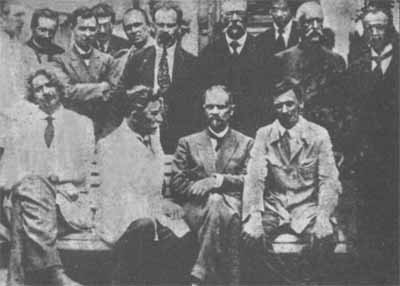
Le Gouvernement provisoire de la Sibérie autonome en 1918. Le deuxième à droite en bas, qui va être le premier ministre du gouvernement de Koltchak.

Le coup d'État a lieu dans la nuit du 17 au 18 novembre 1918. Un détachement militaire, comprenant notamment des jeunes officiers et des cosaques, vient arrêter trois membres socialistes du Directoire, dont le président Nikolaï Avksentiev (ru), suspects d’être des agents des bolcheviks. Les membres du conseil restants votent à bulletin secret pour Koltchak et lui donnent le titre de Chef suprême (Verkhovny Pravitel). Les politiciens socialistes-révolutionnaires arrêtés sont expulsés de Sibérie et émigrent vers le nord de l'Europe. Les autres chefs socialistes-révolutionnaires de Russie dénoncent les méthodes de Koltchak et réclament sa mort.
Selon ses hagiographes, l’amiral met plusieurs heures à se laisser convaincre de prendre le pouvoir, mais accepte finalement en protestant de son absence totale d’esprit partisan dans le domaine politique : « Je me fixe comme objectifs essentiels, proclame-t-il, la création d’une armée efficace, la victoire sur le bolchévisme et le rétablissement de l’ordre et de la légalité afin que le peuple puisse choisir librement et sans aucune entrave la forme de gouvernement répondant à ses vœux ». Si Koltchak se soucie effectivement peu de rétablir l’empire, son biographe, Ivan Fedorovich Plotnikov, affirme qu’il est au courant du projet de coup d’État, comme son futur premier ministre Pierre Vologodski (ru). Cela semble tout à fait invraisemblable pour le ministre au vu de son journal qui montre très bien le choc provoqué par les événements, mais le putsch militaire est pourtant fomenté par des cercles entourant l’amiral.
Les socialistes-révolutionnaires fomentent une petite révolte à Omsk le 22 décembre 1918, qui est rapidement matée par les cosaques et la légion tchèque. Les 25 et 26 décembre 1918, plusieurs centaines de militants socialistes-révolutionnaires et d’ouvriers bolcheviks arrêtés et emprisonnés à Omsk sont massacrés par des unités du général I. N. Krasilnikov,. La répression cruelle de ce soulèvement pro-bolchevik, démantelé à l’avance par les services de contre-espionnage, provoque d’énormes tensions dans le gouvernement, où Vologodski arrive finalement à s’imposer contre Koltchak. Celui-ci se plie aux remontrances de son premier ministre et ordonne une enquête sévère contre les responsables de ces exécutions (22 et 25 décembre 1918). Les bolcheviks essaient en vain le même jour de renverser le gouvernement d’Estonie. Les socialistes-révolutionnaires ouvrent alors des négociations avec les bolcheviks et, en janvier 1919, l’armée populaire socialiste-révolutionnaire rejoint l’Armée rouge.

Marque de commandement de l'amiral Koltchak.

Le coup d’État emporte l’adhésion populaire. La population est lasse de la corruption et de l’incapacité du défunt Directoire. Il est également vu d’un œil très favorable par les Britanniques de la mission militaire du général Alfred Knox. Mais il suscite immédiatement la méfiance et l'hostilité du général Maurice Janin, chef de la mission militaire française. Le 16 décembre 1918, le général Janin arrive à Omsk. En désaccord avec Koltchak, il démissionne de son poste de commandant en chef des forces alliées pour se consacrer au seul corps d’armée tchèque. Janin est alors convaincu que les Britanniques ont installé Koltchak pour servir leurs seuls intérêts. Dans son rapport du 19 décembre, il écrit, à propos du gouvernement d’Omsk : « un amiral d’un grand prestige l’a remplacé grâce à l’obligeance d’un Anglais qui a bien voulu lui tenir l’étrier. Mais sera-t-il meilleur cavalier ? Tout est là ». En revanche, l’accession au pouvoir de l’amiral rallie tous les suffrages du général Anton Dénikine et de l’Armée blanche du sud de la Russie.
Néanmoins, en brisant ainsi le Gouvernement provisoire, né du suffrage national, l’Amiral, dans les affaires publiques et dans les esprits, complique le problème en arrêtant l’essor de la première manifestation nationale de réorganisation. Il agit en contre-révolutionnaire, poussé par la menace des bolcheviks et l’inefficacité, la corruption et les divisions des politiciens. Selon Koltchak, la dictature n’est que provisoire et son but est de rendre le pouvoir au peuple.

#### Le caractère dictatorial du gouvernement de Koltchak

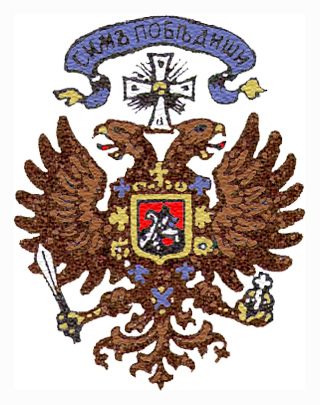
Emblème du gouvernement de Koltchak.

Koltchak veut mettre en place un régime autoritaire, mais bien administré, où ne règne plus la corruption et possédant une armée très puissante, capable de faire face à l'armée rouge. Il sait que l’aide matérielle des Alliés est indispensable. Il voit son rôle en termes militaires ; il a besoin d’une armée forte, avec des approvisionnements réguliers, des victoires, et il fait ce qu’il croit devoir faire pour obtenir les conditions de réalisation de ses objectifs. Comme il l'affirme plus tard, lors de son interrogatoire, il n’a absolument aucune envie de rétablir le régime tsariste. Il constate qu’en quatorze mois, dix ministres de la Guerre se sont succédé et le ministre de l’Économie, Mikhaïlov, passe son temps à intriguer au lieu de faire repartir la production. Il veut un gigantesque coup de balai dans cet État où règnent en maîtres le marché noir et la gabegie et où les troupes, mal encadrées et encore plus mal commandées, ont tendance à plier devant les offensives des Rouges.
Ces derniers ont supprimé toute forme d’opposition ou presque. Les hommes s’engagent dans l’armée pour ne plus avoir faim. Ils ont récupéré l’armement des armées impériales et intègrent dans leurs rangs d'anciens officiers tsaristes et des volontaires étrangers. Même pendant l'offensive victorieuse d'Omsk, le désordre et le marché noir recommencent à sévir. Le 21 décembre 1918, une tentative de soulèvement socialiste est aisément jugulée par l’armée, mais les intrigues se poursuivent.
Vologodski, le premier ministre de Koltchak, craint un glissement vers la droite en faveur des cercles de généraux qui se plaignent de l’indulgence du dictateur envers la gauche. Ces cercles soutiennent ouvertement la restauration de l’empire tsariste, danger qui est d’ailleurs alimenté par les rumeurs d’un nouveau coup d’État en préparation, le 18 décembre 1918. Vologodski cherche à promouvoir, même auprès des généraux, l’idée d’une sorte de front populaire, d’une forte unité de toutes les couches de la société pour la « création d'une grande Russie » (sous-entendu : pour la lutte contre les bolcheviks), et des conditions de paix qui permettraient « au peuple russe de choisir librement, la conscience pure et de tout son cœur, le pouvoir qui lui est cher... ».

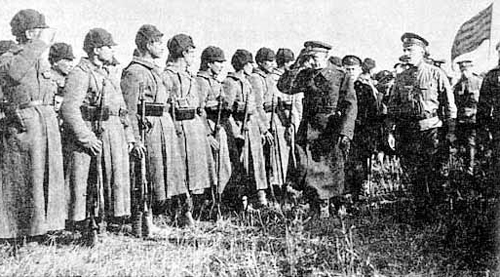
Koltchak inspectant l'une de ses unités de combat.

L’autorité de Koltchak lui sert souvent d’unique appui dans les querelles entre ses ministres. Son ambiguïté, oscillant du soutien à la dictature d’une part, au maintien de certaines convictions démocratiques de l’autre, apparaît clairement en juin 1918 lorsque le Conseil des ministres fait passer une loi sur l’autonomie locale et l’élargissement des compétences des zemstvos et des assemblées des villes. Sans nier le caractère dictatorial du gouvernement de Koltchak, il faut constater que les affaires civiles ne sont pas complètement soumises au commandement de l’armée. Le journal de Vologodski montre que Koltchak, malade pendant plus d’un mois après son arrivée au pouvoir, est trop occupé par la guerre et s’est peu mêlé des affaires intérieures. Son gouvernement est dirigé par le vieux politicien socialiste qu’est Vologodski. Sans avoir les mains totalement libres, il peut néanmoins s’occuper de la politique intérieure civile et surtout de la mise en place d’institutions légales auxquelles il tient particulièrement en tant que juriste de formation et démocrate convaincu.
Comme l’économie russe est en crise, Koltchak et son gouvernement subventionnent les zemstvos et les municipalités (23,4 %), les associations coopératives (5,6 %)... Il renationalise des entreprises ou des mines quand il se rend compte qu’elles vendent à l’étranger des fournitures indispensables aux armées blanches. Toutefois, Koltchak a tendance à promettre les terres à la fois aux paysans et aux propriétaires, comme le note André Malraux par la suite. Il écrit : « Celui qui a semé a le droit de la récolte, quelle que soit la propriété de la terre » ; mais aussi tous les encouragements aux paysans propriétaires. Une réforme agraire doit être prévue par la constitution, mais du fait de la situation politique, cela ne voit pas le jour.

### Guerre civile russe

#### Offensives des Blancs
- Frontières de 1921
- Avance maximale des armées blanches

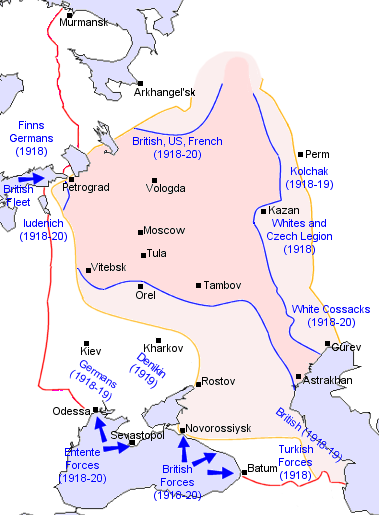

Dès le mois de décembre 1918, Koltchak fait reprendre l’offensive contre les Bolcheviks, avec succès. La jeune armée sibérienne, malgré les carences de son équipement, parvient sur certaines sections du front, long pourtant de huit cents kilomètres, à avancer de trente-cinq kilomètres par jour, par un froid de −45 °C et à s'emparer d'Ekaterinbourg. Le 7 février 1919, l’amiral Koltchak, chef des armées blanches, confie l’enquête sur la mort du Tsar Nicolas II de Russie et sa famille à Nicolaï Sokolov.
L’armée blanche aligne environ 110 000 hommes contre 95 000 bolcheviks. Elle est en grande partie équipée et armée par les Britanniques. Selon certains historiens, entre octobre 1918 et octobre 1919, la Grande-Bretagne envoie à Omsk 97 000 tonnes de fournitures, dont 600 000 fusils, 6 871 mitrailleuses et plus de 200 000 uniformes. Selon Richard Pipes, toutes les munitions de fusil tirées par les troupes de Koltchak sont fabriquées en Grande-Bretagne. Le total de l’aide des Alliés à Koltchak dans les premiers mois de 1919 se monte, paraît-il, à un million de fusils, 15 000 mitrailleuses, 800 millions de bandes de munitions, et des vêtements et de l’équipement pour 500 000 hommes, l'équivalent en gros de la production soviétique de munitions pour toute l’année 1919. Churchill conteste ces chiffres et dit que « c’est une exagération absurde ». Un million de fusils pour l’un, 600 000 pour l’autre... pour une armée qui compte 150 000 hommes, c’est beaucoup et tous les témoins, russes ou étrangers, remarquent qu’elle manque sans cesse d’armes et de munitions. Même la Croix-Rouge constate que la misère des prisonniers même politiques n’est pas plus grande que la misère des populations, ce qui permet de relativiser cette légende de « l’appui dispendieux au Gouvernement de l’Amiral », que dénoncent certains journaux, et en particulier le San Francisco Chronicle, par une série d’articles parus en janvier-février 1919.
Les troupes étrangères, à part les Britanniques, ne se battent plus sur le front. Certains officiers sont même franchement hostiles aux armées blanches. Certes, comme le remarque le colonel John Ward, membre du parlement britannique, « sur soixante officiers de liaison et interprètes du corps expéditionnaire américain cinquante sont des juifs russes ». Et ces juifs victimes des pires discriminations, parfois de pogroms et obligés d’émigrer ne sont pas favorables aux officiers tsaristes. Les conseillers de Koltchak lancent une campagne du style : « Les soldats américains sont infectés par le bolchévisme. La plupart d’entre eux sont des juifs… ». Ces propos sont considérés comme calomnieux, même par ses alliés.

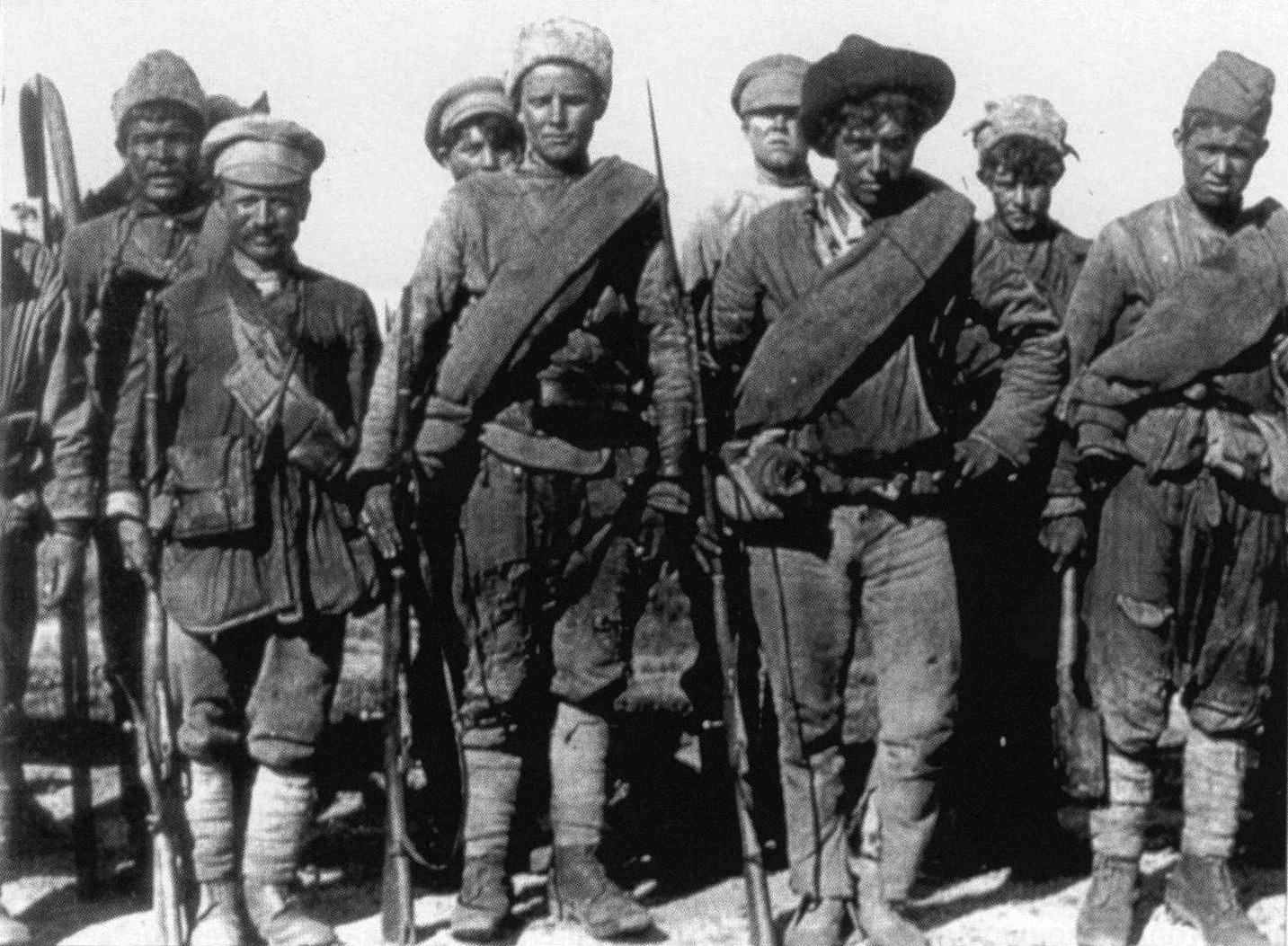
Les troupes de l'amiral Koltchak reçoivent des vêtements et de l'équipement pour 500000 hommes....

Sur le terrain, l’amiral Koltchak doit se battre sur le front de l’Oural, mais aussi au Turkestan. Il prend toutes les régions du nord et du centre de l’Oural. Il s’empare en décembre 1918 de Perm, qui a une grande importance stratégique et abrite des dépôts importants de matériel militaire. Il fait des dizaines de milliers de prisonniers, qu’il incorpore parfois à son armée. En mars 1919, ses troupes sont à Oufa et Kazan (où elles récupèrent une partie du trésor impérial - l'autre étant tombée dans les mains des Rouges, à Nijni Novgorod). Ils approchent de Samara et de la vallée de la Volga. Koltchak conquiert donc un territoire de 300 000 km2, comptant 7 millions d’habitants.
À la mi-avril 1919, 670 prisonniers (militants socialistes-révolutionnaires, ouvriers) incarcérés dans la prison de Oufa sont massacrés,. La progression des armées blanches, qui peut apparaître comme une libération pour certains Russes, ne l’est pas pour tout le monde. Selon Nicolas Werth, à la différence de la terreur rouge, la terreur blanche n’a jamais été érigée en système. Elle a le plus souvent été incontrôlée et perpétrée par des chefs de guerre tels que les atamans cosaques Grigori Semenov ou Annenkov. Cependant, plusieurs études montrant que les blancs et les rouges ont utilisé des méthodes de terreur similaires (prises d’otages, réquisitions massives, déportation en camps de concentration, etc.),. La terreur blanche dans son ensemble a fait plusieurs centaines de milliers de victimes et s’est appuyée sur l’antisémitisme traditionnel d’une partie de la population russe, en nourrissant le mythe du complot « judéo-bolchevique ».

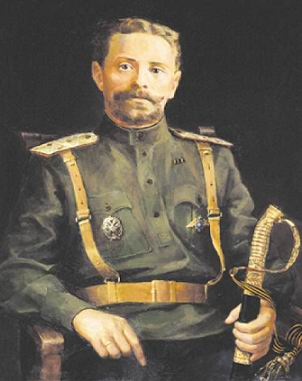
Le général Vladimir Kappel.

Anton Dénikine reconnaît l’autorité de l’amiral « comme le chef suprême du gouvernement russe et le commandant en chef de toutes les armées russes ». Dans le même temps, Dénikine progresse rapidement au sud et en Ukraine. Le 2 mars 1919, il finit par s’imposer avec 45 000 hommes contre 150 000 Rouges et une jonction avec Koltchak est envisageable.
En avril 1919, l’objectif principal est bel et bien devenu Moscou. En avril, les troupes de Koltchak, qui progressent sur un front de trois cents kilomètres, sont à moins de six cents kilomètres de la capitale. Le 14 mai, les Alliés notifient par télégramme à l'amiral qu'ils sont prêts, contre certaines garanties politiques, à reconnaître le Gouvernement provisoire de la Sibérie autonome comme celui de toute la Russie, une assemblée constituante devant être convoquée « dès l'arrivée à Moscou ». L’Ataman cosaque Alexandre Ilyitch Doutov, commandant les cosaques de l'Oural s’écrie alors : « Dans le courant de juillet, nous serons à Moscou ! ».
Pendant cette offensive, des chefs militaires de haute valeur se révèlent, comme le jeune colonel Vladimir Kappel, bientôt nommé général, ou le capitaine Radola Gajda, devenu général à moins de trente ans. L’amiral Koltchak n’étant pas spécialiste du combat terrestre, il confie la planification stratégique au général Lebedev et à Paul Bubnar, un général tchèque. L’amiral est atteint d’une affection pulmonaire presque chronique, il est miné par la fièvre, sans pour autant ralentir son activité.
L’inquiétude du Comité central bolchevik et surtout de Lénine est grande, à la différence de Léon Trotski, toujours tenace, combattif et courageux. Mais ils font de la lutte contre Koltchak leur priorité absolue.

#### Les problèmes des armées de Koltchak

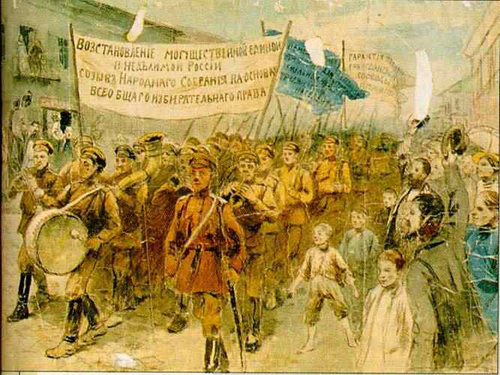
Affiche de propagande des Blancs qui demande la restauration d'une Grande Russie et une assemblée populaire élue au suffrage universel.

Cependant, les Blancs de l’Armée de Sibérie vont devoir faire face à des problèmes au sein même de leur armée. Tout d'abord, avec la mort du Tsar, le seul lien qui unissait tous les groupes ethniques, religieux et administratifs de la Russie européenne et asiatique a disparu. Sans le Tsar, plus rien ne parvient à maintenir l’union des éléments de l’empire.
Koltchak refuse de reconnaître l’autodétermination des peuples colonisés par l'Empire. Lénine et les bolcheviks signent des accords d’amitié et de protection avec des républiques autonomes et les appellent à rejoindre l’Armée rouge. Après la victoire sur les Blancs, ce sera l’autodétermination des travailleurs qui permettra l’intégration de ces peuples dans la Fédération soviétique. Pendant un temps, les victoires de Koltchak font que les Kirghizes, par exemple, soutiennent la contre-révolution russe. Mais quand l’Ataman cosaque Alexandre Ilyitch Doutov subit des revers, les bolcheviks leur promettent une amnistie totale s’ils passent dans leurs rangs. Les bolcheviks doivent faire face à l’épineux problème du partage des terres entre les populations indigènes et les colons ; les propriétaires terriens russes se sont ralliés en masse à la révolution pour les conserver. Certains musulmans qui se sont engagés dans les armées blanches constatent que leurs succès entraînent le retour à l’Empire et son intolérance, et parfois changent de camp. Les armées blanches ont un problème que n’a pas encore l’Armée rouge, qui en 1919 a reculé dans des zones peuplées majoritairement de Russes.

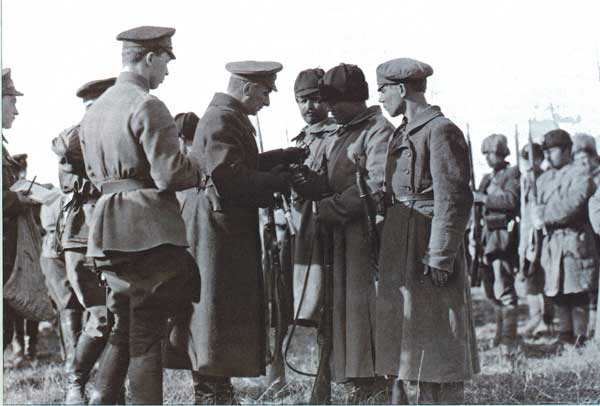
Koltchak remettant des décorations.

D'autre part, bien que les divers groupements cosaques se soient ralliés à Koltchak et que les Atamans sibériens, désormais aussi célèbres que les chefs de bandes d’antan, aient également accepté, sans enthousiasme du reste, la suprématie nouvelle, la puissance cosaque, le meilleur soutien du Tsar, s’est presque définitivement brisée sur les champs de bataille des fronts mazuriens et galiciens. Le nombre de morts russes de la Première Guerre mondiale est considérable et les unités d’élite sont celles qui ont le plus souffert. Les pertes des Cosaques lors des batailles contre les empires centraux et ottoman ont fortement réduit leur capacité combative face aux Rouges.
Koltchak suscite également l’aversion de ses troupes tchèques et polonaises qui se retirent dès octobre 1918, ne laissant qu’une petite présence sur le terrain. La Légion tchèque en particulier avait fourni au début du conflit une partie significative de l’effort militaire contre les Rouges. Mais ces soldats tchèques sont - à de remarquables exceptions près, comme Radola Gajda et Paul Bubnar - des corps étrangers dans les armées blanches : beaucoup se réclament du gouvernement en exil social-démocrate fondé sous la protection des Alliés par Masaryk, qui considère Koltchak et les siens comme des réactionnaires. Ils sont placés sous le commandement théorique du général Maurice Janin, qui ne se montre pas favorable à Koltchak. Dès le mois de décembre, les Tchèques restants sont affectés à la garde du chemin de fer transsibérien entre Tcheliabinsk et le lac Baïkal. De leur côté, les 7 000 soldats américains présents pour assurer la bonne marche du Transsibérien restent neutres et ne soutiennent pas Koltchak, vu comme un royaliste autocratique, ce qui est peu en accord avec les idées du président Wilson.

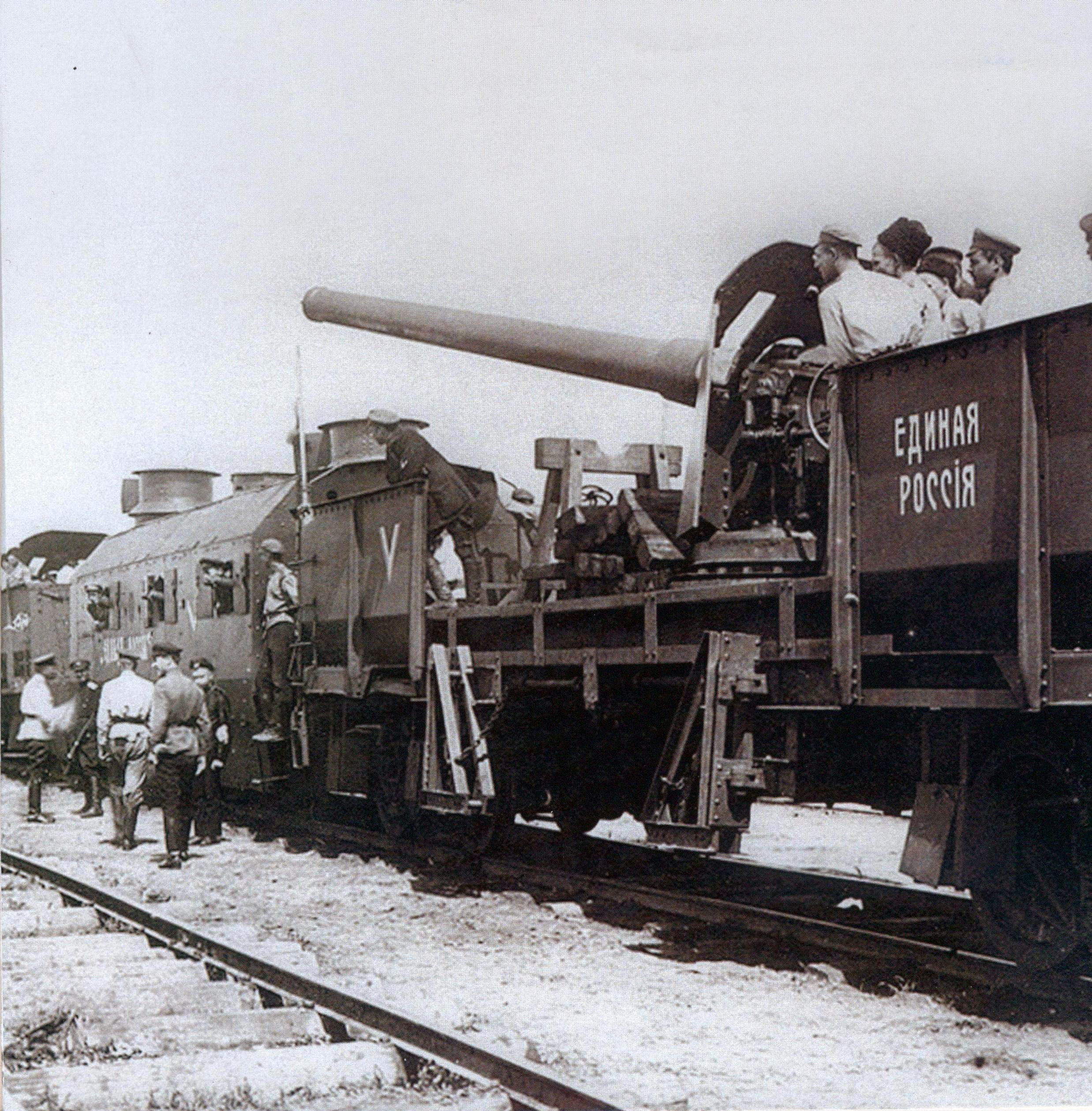
Train blindé Iedinaïa Rossia (« Russie unie »).

Enfin, l’armée sibérienne, dont la première organisation remontait au Gouvernement provisoire, a des généraux et des officiers nullement à la hauteur des difficultés ; la troupe a besoin d’un encadrement très sûr et d’être minutieusement entraînée. Or il n’y a que fort peu d’officiers de l’ancienne armée et les nouveaux officiers refusent souvent de partir se battre. Les généraux, installés dans des trains confortables ou dans des demeures cossues, ont d’énormes états-majors, bondés de femmes. Quant au ravitaillement, les stocks s’accumulent dans les gares ou fournissent des profits aux hommes de l’Intendance, sans parvenir aux troupes. L’amiral lui-même est impuissant face aux innombrables profiteurs de guerre, exploiteurs et paresseux. Il est impossible, dans ces conditions, d’obtenir le moindre succès militaire, car du côté bolchevik, les états-majors et les officiers, venus en grande partie de l’ancienne armée tsariste, sont très surveillés par les commissaires politiques.
Bien évidemment, la situation ne tarde pas à se dégrader sur le front tenu par les troupes sibériennes. À la fin du mois de mai 1919, alors que la victoire semble en vue, la progression s'enraye.

#### Contre-attaque bolchevique

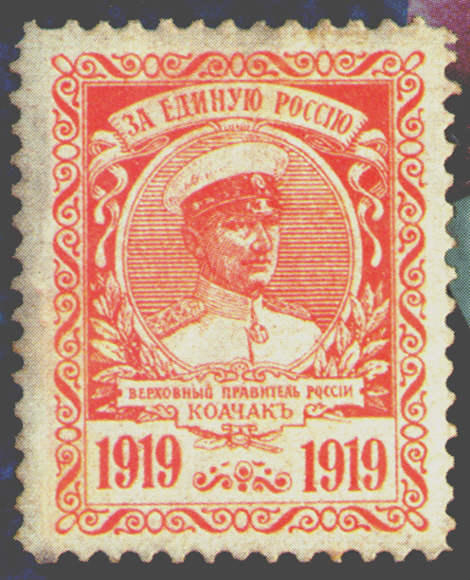
Timbre-poste émis en 1919 avec l'inscription suivante : Pour la Russie unie, le gouverneur suprême de la Russie, Koltchak.

Le gouvernement de Londres juge opportun de retirer ses deux bataillons du front, mais beaucoup de militaires britanniques choisissent de rester aux côtés de leurs frères d’armes, malgré la désapprobation de leur haut-commissaire. Le Comité central bolchevik, lui, fait de la contre-attaque contre Koltchak sa priorité absolue. Il lance alors de nouvelles troupes contre l’armée blanche, épuisée et sans approvisionnement après sa campagne. Et si, depuis quelque temps, des navires alliés ont commencé à débarquer du matériel à Vladivostok, son acheminement jusqu’à la zone du front est extrêmement difficile, long et hasardeux.
La contre-attaque de l'armée rouge commence en avril 1919 au centre de la ligne de front blanche, visant Oufa et Perm, où les armées blanches avaient installé des bases en vue de leurs progrès futurs. Les combats sont féroces. Oufa est prise par l’armée rouge le 9 juin 1919. En juin, l’armée sibérienne du centre doit se replier, et l’armée du nord, commandée par Radola Gajda, est contrainte de suivre le mouvement pour n’être pas prise à revers sur son flanc gauche.
Du 10 au 14 juillet 1919, un pogrom a lieu à Ekaterinbourg : environ 2 200 personnes sont massacrées. Les pogroms, fréquents pendant cette guerre, ne sont pas limités aux armées blanches, c’est le cas aussi de la fameuse Konarmia, la 1re armée de cavalerie rouge commandée par Boudienny. Les membres des commandos et unités spéciales des blancs, repérés par leurs insignes, connaissent des traitements particulièrement féroces. Mais le déclenchement de la Terreur blanche a sensiblement anticipé le déclenchement de la Terreur rouge : novembre 1917 pour l'une à l'annonce de la révolution d'octobre-novembre, fin août 1918 pour l'autre à l'annonce des attentats du 30 août contre Lénine (qui est blessé) et contre le chef de la Tcheka, Moïsseï Ouritski (qui est tué).

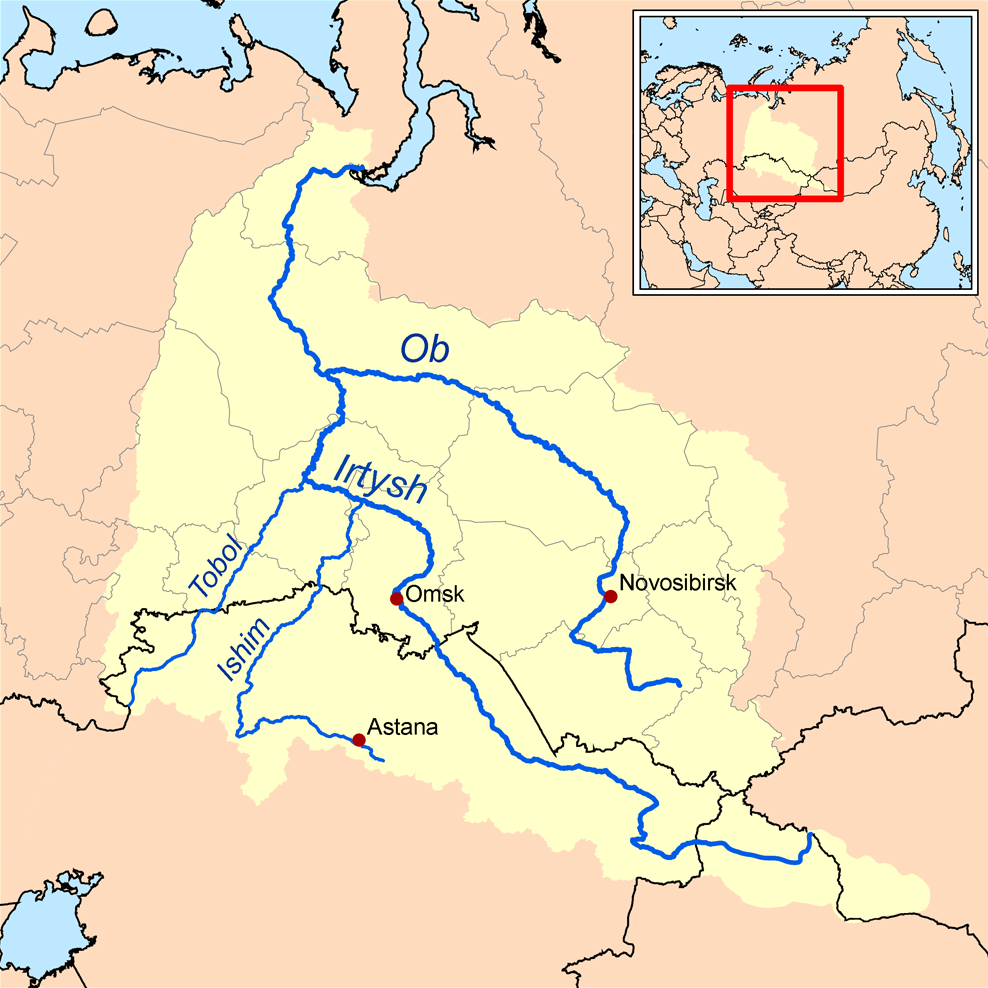
Une ligne le long des rivières Tobol et Ichim stoppe temporairement les rouges.

Durant tout l’été 1919, la retraite se poursuit. Les armées blanches sibériennes, en désagrégation croissante, n’opposent qu’une faible résistance. Koltchak est forcé de quitter Ekaterinbourg, son dernier quartier général. Enfin, après un violent combat, les forces rouges entrent dans Tcheliabinsk, l'ultime gare du transsibérien en territoire administratif d’Europe, tandis que, plus au nord, elles parviennent à 300 kilomètres à l’est de Perm. Il s’ensuit que les soldats du gouvernement d’Omsk sont ramenés en Asie, à l’intérieur des limites sibériennes. L’étendue et la rapidité de leur retraite entraînent la pénurie relative des forces encore à la disposition de Koltchak, surtout de ses réserves.
L’armée blanche rétablit une ligne le long des rivières Tobol et Ichim pour stopper temporairement les Rouges. Le général Mikhaïl Dieterichs mène une contre-offensive, rejette l’armée rouge de l’autre côté du Tobol et avance de 150 km dans certains secteurs. Il tient cette ligne jusqu’en octobre, mais la perte constante d’hommes tués ou blessés l’affaiblit, alors que les Rouges se renforcent.
À Omsk aussi, les difficultés vont croissant. Les revers militaires n’ont fait qu’attiser les intrigues diverses, menées aussi bien par les politiciens locaux que par certains représentants des Alliés. Koltchak, de plus en plus miné par la maladie, continue néanmoins à se battre sur tous les fronts. La corruption, qui continue à régner parmi les fonctionnaires et même certains officiers, indigne l’amiral. Il mène une existence austère, sort peu, ne reçoit pas, n’assiste qu’aux dîners officiels et ne participe en rien à cette dolce vita, très fin de règne, qui fait tant de ravages parmi les cadres anciens et nouveaux du Gouvernement local. Certes, il a une maîtresse, mais, bien qu’étant de notoriété publique, cette liaison unique, visiblement fondée sur des sentiments profonds, décourage les amateurs de scandales. De plus, Anna Timireva, femme séparée d’un amiral, ancien subordonné de Koltchak, n’est pas de celles qui suscitent l’esclandre.
Le mécontentement de la population – suscité par l’arbitraire des représentants locaux, par les exactions et les confiscations au profit de l’armée blanche – se tourne en premier lieu contre le Conseil des ministres, non pas contre Koltchak, ce qui réitère la représentation populaire du bon tsar et de ses mauvais conseillers, vrais coupables de tous les maux. Vologodski assume ses responsabilités et, après une nouvelle manifestation d’opposition contre sa présence au sein du gouvernement, le Conseil des ministres, à l’initiative de Vologodski lui-même, propose à Koltchak de choisir un nouveau gouvernement et un nouveau président le 29 octobre 1919. Le bureau des Affaires étrangères (Foreign Office britannique) apprend qu’il a été décidé d’évacuer les ministères d’Omsk à Irkoutsk.
L’Armée rouge retraverse le Tobol à la mi-octobre et, en novembre 1919, les forces blanches battent en retraite vers Omsk en grand désordre.

#### D'Omsk à Irkoutsk, l'agonie cruelle
Du côté sibérien, on ne compte plus guère que sur l’hiver pour ralentir la progression des Bolcheviks, mais l’hiver, précisément, tarde à venir cette année-là. Koltchak est sans soutien, même plus celui des Britanniques qui concentrent maintenant leur aide sur l’armée de Dénikine et, le 14 novembre 1919, l’armée rouge entre à Omsk. Mikhaïl Dieterichs veut défendre la rive droite du fleuve Irtych, mais il se dispute avec Koltchak et doit démissionner. Le général Zakarov, un vantard et un opportuniste, devient le nouveau commandant en chef.
Le Gouvernement s’est embarqué quatre jours plus tôt en direction d’Irkoutsk. Koltchak, lui, attend le dernier moment et ne part que quelques heures avant l’entrée des troupes rouges dans les faubourgs d’Omsk. Il prend place avec Anna Timireva, son état-major, sa garde personnelle et quelques civils, à bord d’un extraordinaire convoi de sept trains, dont l’un, comportant vingt-neuf fourgons clos, transporte le reste du trésor impérial, fortement ponctionné par les besoins de l'armée blanche.
Les survivants de l’armée de Koltchak et plus de 200 000 civils d’Omsk, ou venant d’Europe, partent, le plus souvent à pied, vers la Sibérie orientale pour échapper au massacre par les Rouges ; une marche épuisante en plein hiver sibérien. « Des squelettes de régiment... des canons sur des traîneaux... des groupes d’hommes sans officier, des groupes d’officiers sans hommes : les débris d’une armée. Mélangés aux soldats... se déplaçaient à la débandade des convois de civils… des paysans conduisant des bêtes efflanquées, les enfants d’un orphelinat... Ils voient passer les trains… mais les partisans coupaient les voies, attaquaient les trains... Dans les gares, de nouveaux candidats à l’exode attendaient en vain… ». Rien qu’à Novossibirsk, 60 000 personnes meurent du typhus.

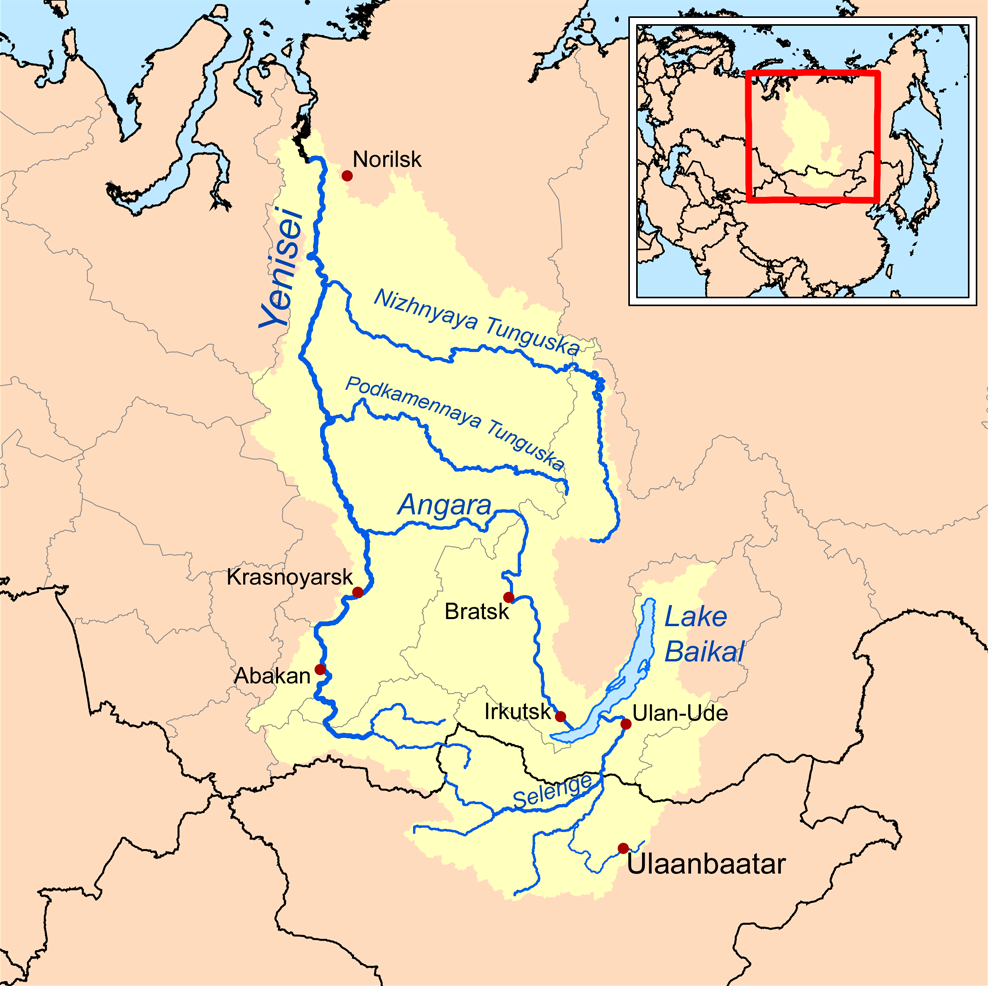
L'Ienisseï.

#### L'abandon par les Alliés

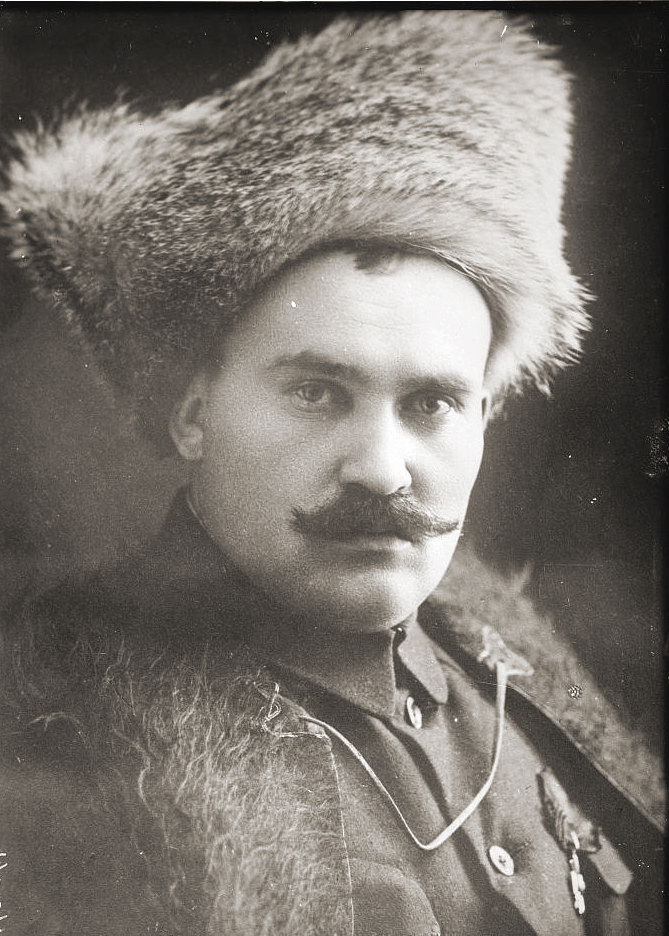
L'Ataman Grigori Semenov.

Le dernier voyage de l’amiral prend rapidement les allures d’un véritable chemin de croix. Autour de lui, tout s’effrite et tout s’effondre. Il s’est battu pour la Russie et pour empêcher la propagation du bolchévisme, et l’Occident l’abandonne. Les Tchèques sont passés de la neutralité hargneuse à un véritable sabotage.
Koltchak est rejoint, le 7 décembre 1919, à la gare de Taïga, par le président du conseil, Viktor Pepelyayev (en). Il nomme cet ancien enseignant et membre de la Douma de Russie Premier ministre. Le fidèle politicien essaie de sauver la situation, en fondant la politique de son gouvernement sur le principe de l’autonomie locale qui avait été préconisée et appuyée par le général Mikhaïl Dieterichs, ancien commandant en chef des troupes, et l’Ataman Grigori Semenov, chef cosaque. Mais aucun changement de la politique gouvernementale ne pourrait arrêter la chute du régime.
Le 13 décembre, à la gare de Mariinsk, la légion tchèque fait passer le convoi de Koltchak sur la voie annexe — où l’on n’avance qu’à vitesse réduite en raison de l’encombrement. Toutes les protestations envoyées par l’amiral, tant au général Maurice Janin qu’au général Jan Syrový, commandant les troupes tchèques, restent vaines.

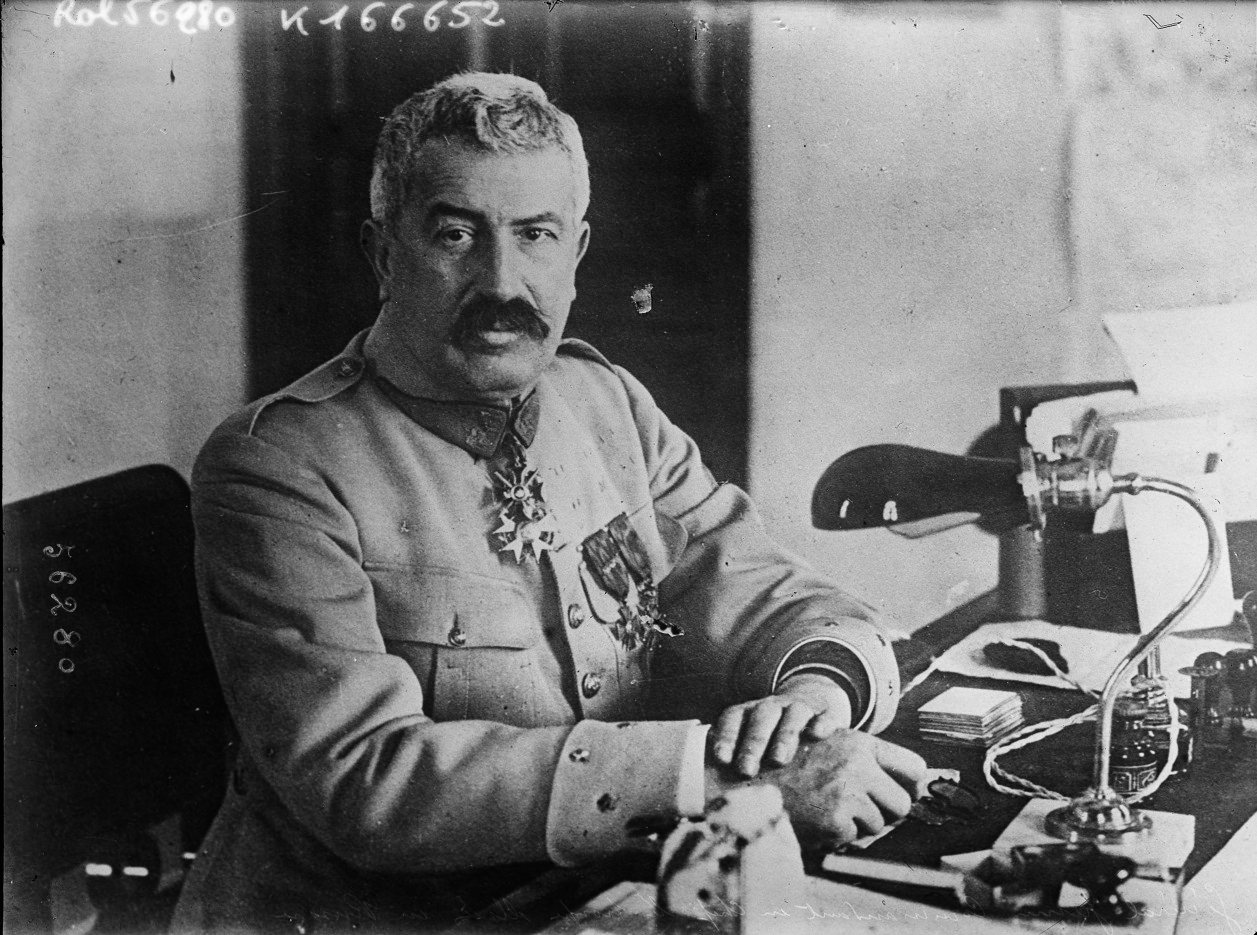
Maurice Janin.

Les Rouges prennent Novonikolaïevsk, le 14 décembre 1919 et se dirigent vers Irkoutsk sans rencontrer de vraie résistance. Peter Fleming voit bien « des silhouettes squelettiques de défenses de fil de fer barbelé le long du Transsibérien » en 1931, « et des marques de balles sur les murs des gares », mais il est possible que les Bolcheviks franchissent ces lignes sans combats et tirent sur des fuyards qu’ils soient civils ou militaires.
Bientôt, le train du chef suprême se retrouve immobilisé à Nijneoudinsk, puis à la gare de Glaskov, banlieue d’Irkoutsk. La situation est telle que, le 16 décembre, le jeune général Vladimir Kappel, devenu commandant en chef des troupes sibériennes, envoie à Jan Syrový, un télégramme furibond où il exige du général tchèque réparation immédiate, en vain.
Les socialistes et le conseil municipal d’Irkoutsk prennent des mesures pour renverser le gouvernement central et cela aboutit à la création d’un nouveau gouvernement socialiste à la fin de décembre 1919. La ville se trouve partagée entre les mutins et les troupes fidèles à Koltchak, des cadets d’une école militaire qui tiennent le centre ville.

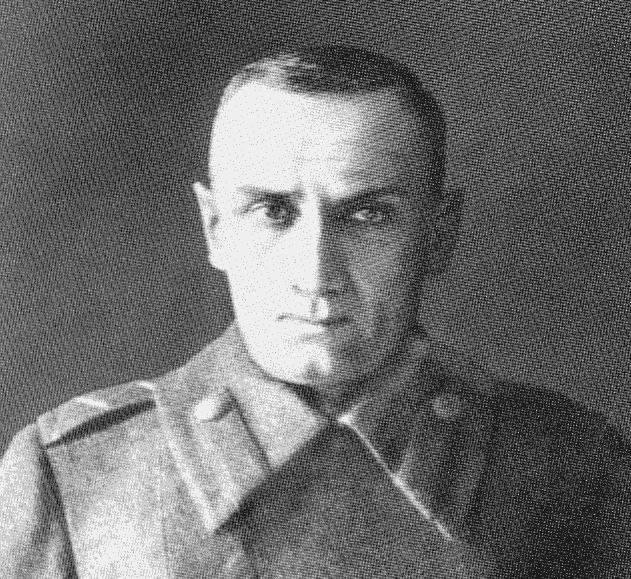
La dernière photo d’Alexandre Vassilievitch Koltchak avant son exécution.

Koltchak est pratiquement tenu au secret. Le dernier commandant des troupes qui lui sont fidèles part d’Irkoutsk ; l'amiral est invité à démissionner. Dans un premier temps, il refuse, mais le 4 janvier 1920 il signe à Nijneoudinsk un dernier décret qui annonce son intention de transférer ses pouvoirs à Dénikine. Il attend les instructions de ce général. Le 5 janvier 1920, Janin fait transmettre à l’amiral la proposition suivante : il sera escorté par les Alliés, mais à la condition qu’il abandonne son convoi et voyage dans un seul wagon. Le 6 janvier 1920, Koltchak démissionne de son poste de commandant suprême en faveur du général Dénikine. Il confie l’autorité militaire suprême de la Sibérie à l’ataman Grigori Semenov et se place sous protection alliée. Le trésor impérial est confié en partie aux autorités japonaises - l'autre partie, plus importante, est conservée par Semenov mais finit tout de même par être placée dans les mains du Japon, qui l'a conservé depuis sans le rendre
Les rebelles socialistes sont prêts à le laisser partir. Après quelques hésitations, Koltchak accepte, et, le 8 janvier au soir, l’unique wagon, accroché à une locomotive, s’ébranle, avec, à son bord, l’amiral, sa maîtresse Anna Timireva et Viktor Pepelyayev (en). Des sentinelles tchèques armées stationnent dans les couloirs. Et lorsque, le 15, le train arrive à Irkoutsk même, ce sont des miliciens socialistes à brassards rouges qui occupent les quais de la gare. Deux officiers tchèques montent à bord du train et annoncent : « sur ordre du général Janin, l’amiral et ses compagnons vont être remis aux autorités politiques locales ». Koltchak conserve son calme glacial : « Ainsi, c'est vrai, dit-il simplement, les Alliés m'ont trahi... » Les Tchèques expliquent qu’ils obéissent aux ordres de Janin et qu’ils ne sont pas du tout favorables à cette décision.
Le 20 janvier, les dirigeants socialistes cèdent officiellement la place à un Comité révolutionnaire bolchevik, et le lendemain, 21, Koltchak est appelé à comparaître devant une Commission d’enquête extraordinaire de cinq membres, présidée par les commissaires politiques rouges Tchoudnovski et Popov. Il est interrogé du 21 janvier au 6 février 1920.
On l’accuse de tous les crimes commis par les chefs de guerre, même ceux qui sont le fait de ses ennemis personnels, comme Grigori Semenov (comme l’exécution de trente et un prisonniers politiques). Sur ordre de Moscou, il est condamné à mort le 6. Des éléments de l’Armée sibérienne en retraite approchent d’Irkoutsk par l’ouest. Le soviet local a peur de tomber aux mains de ces troupes, conduites désormais par le général Wojciechowski. Le lendemain, Koltchak et son Premier ministre Pepelyayev sont emmenés à l’aube de leur cellule aux bords du fleuve Angara. Selon la version la plus commune, l’exécution a eu lieu sur la rive près du couvent Ouchakovsky-Znamensky. Selon la légende, assis sur la glace en prévision de la fusillade, l’amiral chante une romance. Une autre version dit que Koltchak aurait lui-même commandé le peloton d'exécution. La réalité est très certainement beaucoup moins romanesque. Les corps des victimes sont jetés dans un trou dans la glace de la rivière Angara ; ce qui évite de creuser une tombe qui pourrait devenir un lieu de commémoration et de ralliement.
Le commissaire politique Popov écrit cependant : « L'attitude du prisonnier fut absolument digne et son témoignage assez franc ».

#### La fin de l'Armée sibérienne

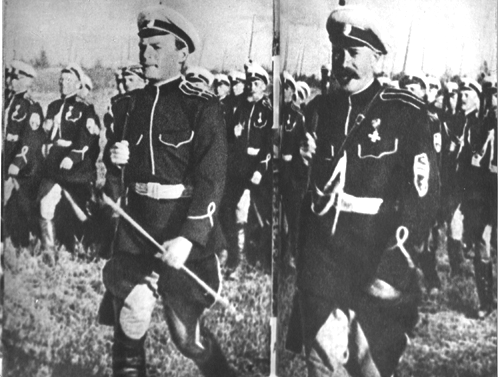
Vladimir Kappel dans le film soviétique Tchapaïev des Frères Vassiliev. L'uniforme est celui du régiment d'assaut de Kornilov et non celui de l'armée sibérienne.

Avec son adjoint Sergueï Wojciechowski et les maigres troupes qui lui restent, le général Kappel est décidé à sauver l’amiral à tout prix. Wojciechowski fonce vers Irkoutsk, et, le 20 janvier 1920, s’empare de Nijneoudinsk. Mais le jeune Kappel a les deux jambes gelées et le typhus. Il refuse de se faire évacuer et continue sa route sur un simple traîneau, sur la neige. Il refuse l’offre des Tchèques d’aller dans l'une de leurs infirmeries, car il ne pardonne pas à ceux qui ont trahi son chef. Le 27 janvier, il expire, en passant son commandement à Wojciechowski. Celui-ci enlève à un train d’enfer ses troupes, pourtant épuisées ; il arrive le 5 février aux portes d’Irkoutsk en ayant tout balayé sur son passage. Le jour même, la Commission d’enquête extraordinaire, muée en tribunal avec l’approbation du soviet de Tomsk, a décidé de faire fusiller Koltchak et Viktor Pepelyayev (en), premier ministre. Tous deux seront fusillés le 7 février à l'aube à Irkoutsk.
Les hauts-commissaires alliés n’ont pas été prévenus par le général Janin de l’arrestation de l’amiral Koltchak. Ils voient dans l’attitude des Tchèques une trahison, et adressent à Janin une protestation commune. Janin, également rendu responsable de l’attitude de Wilson et de Masaryk envers Koltchak, ses soldats et les populations civiles, n'est pas sanctionné.
Avec l’Armée rouge aux trousses, les survivants de l’Armée blanche — 30 000 soldats et leurs familles, avec une partie de leurs biens — tentent de s’échapper vers le sud à travers la surface gelée du lac Baïkal. Les corps de beaucoup d’entre eux sont restés gelés sur le lac dans une sorte de tableau macabre tout au long de l’hiver de 1919-1920. Avec l’arrivée du printemps, les cadavres gelés et tous leurs biens disparaissent dans les profondeurs du lac. Une autre partie de l’armée et des centaines de milliers de civils ont continué à marcher vers l’est le long du chemin de fer transsibérien, au cours de cet hiver sibérien en essayant de rejoindre Vladivostok.
En Chine, la presse russophone d’orientation bolchevik s’en prend particulièrement aux émigrés politiques, membres du gouvernement blanc de Koltchak. Peur et insécurité se nourrissent en outre des rumeurs sur la répression des représentants du régime renversé qui n’ont pas réussi à s’enfuir, rumeurs répandues par des officiers libérés. Ainsi, en avril 1920 à Tientsin, des anciens ministres de Koltchak partagent la même pension qu’un groupe d’officiers du général Semenov (qui s’était séparé du gouvernement de Koltchak en 1919), cohabitation obligée embarrassante compte tenu de leurs divergences politiques et des débauches dispendieuses auxquelles se livrent ces officiers.
En 1945, l’URSS occupe la Mandchourie et d'anciens membres de l’armée de Koltchak ou des réfugiés sibériens sont liquidés et des tombes profanées. Des étrangers s’étant battus en Sibérie sont emprisonnés et parfois tués dans les pays de l’Est.

## Famille
Le 5 mars 1904 à Irkoutsk, Alexandre Vassilievitch Koltchak épousa Sofia Fiodorovna Omirova (1876-1956 inhumée au cimetière russe de Sainte-Geneviève-des-Bois), fille de Fiodor Vassilievitch Omirov, conseiller privé du tsar et de Daria Fiodorovna Kamenskaïa.
Ils ont trois enfants :
- Tatiana Alexandrovna Koltchak, née en 1905, décédée à l'âge d'un mois ;
- Rostislav Alexandrovitch Koltchak (1910-1965, inhumé au cimetière russe de Sainte-Geneviève-des-Bois) : il épouse Iekaterina Razvozova, fille de l'amiral Aleksandr Vladimirovich Razvozov (en). En 1939, enrôlé dans l'armée française, il est fait prisonnier par les Allemands. Il a un fils, Alexandre Rostislavovitch (1933-2019), qui fut musicien à Paris ;
- Margarita Alexandrovna Koltchak (1912-1914).

## Postérité

### Réhabilitation auXXIesiècle
Koltchak et ses proches ont longtemps été des ennemis du peuple. Il avait déjà fait l’objet d’une demande de réhabilitation en 1999. Cette demande avait été rejetée par la Cour d’Extrême Orient. Une association de Moscou, qui travaille à réhabiliter la mémoire des victimes de la répression politique, a entrepris une nouvelle démarche dans ce sens. Le 6 décembre 2007, la Cour constitutionnelle avait fait savoir qu’elle pourrait bien réexaminer le cas de l’amiral Alexandre Koltchak, rapportait l'agence ITAR-TASS.
Le film Amiral, à la gloire de Koltchak, n’est pas le seul hommage qui lui soit rendu par la Russie du XXIe siècle. Deux statues de Koltchak ont été érigées à Saint-Pétersbourg (dans le bâtiment principal des cadets de la Marine) et à Irkoutsk. Dans cette ville, une statue de plus de cinq mètres représentant l’amiral Alexandre Koltchak, grand chef des forces armées blanches durant la guerre civile russe, a été inaugurée fin décembre 2004, le jour du 130e anniversaire de sa naissance. La statue réalisée par Viatcheslav Klykov a été érigée dans un petit parc près de l’enceinte du monastère de Znamensk, où sont enterrées de nombreuses personnalités de l’Histoire de Russie.

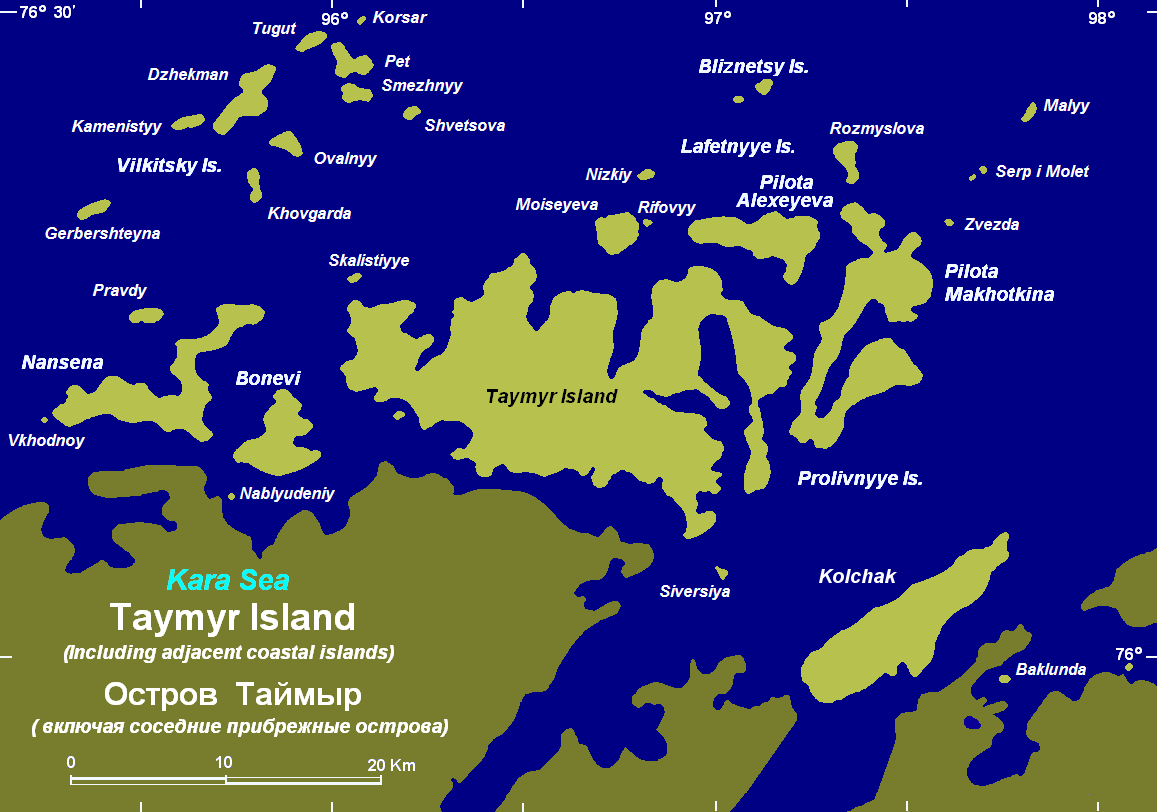
Île Koltchak.

Une plaque à la mémoire de l’amiral a aussi été inaugurée à Omsk sur ce qui fut le bâtiment de l’état-major des blancs lors de la guerre civile. Un mouvement citoyen et un site Internet ont été créés pour honorer sa mémoire ; le 15 juillet 2005, l'île Koltchak, débaptisée par les Soviétiques en 1937, retrouve son ancien nom.

## Tombe de l'amiral Alexandre Vassilievitch Koltchak

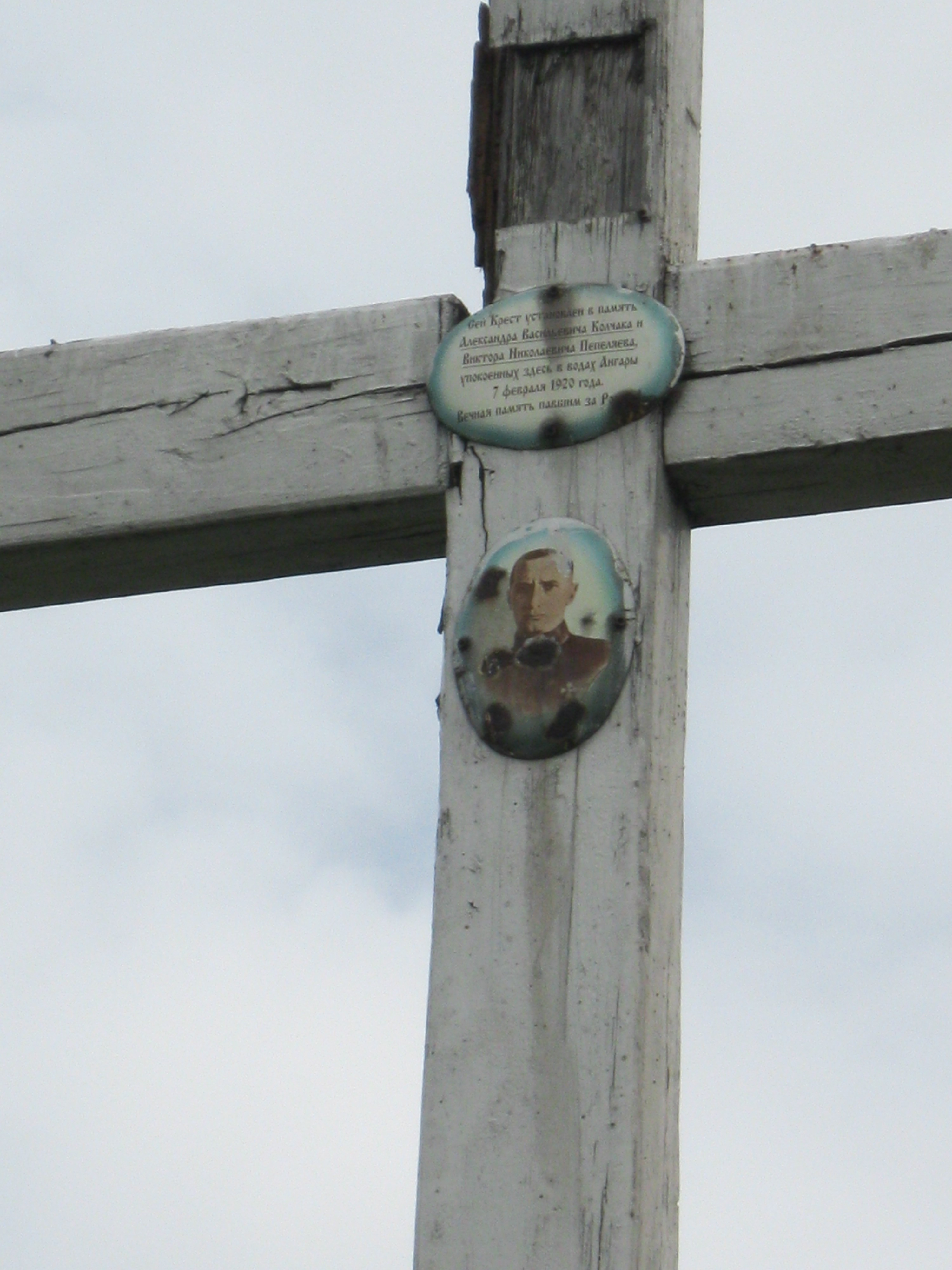
La tombe de l'amiral Alexandre Vassilievitch Koltchak près de la rivière Angara.

Dans la région d'Irkoutsk, des documents ont été découverts[Quand ?], qui concernent l'exécution et l'inhumation de l'amiral. Ces documents, signés de la main de l'ancien agent de la sécurité Sergueï Ostroumov et portant l'inscription « secret », ont été trouvés lors de travaux entrepris dans le théâtre de la ville d'Irkoutsk. Selon ces documents datant du printemps 1920, des habitants des environs auraient découvert le corps d'un soldat en tenue d'amiral près de la gare de triage d'Irkoutsk, sur les rives de la rivière Angara à 20 kilomètres en aval de la ville, après qu'il aurait dérivé dans la rivière. Assistés d'enquêteurs, ils auraient identifié le corps de l'amiral exécuté. Par la suite, les enquêteurs et les habitants d'Irkoutsk l'auraient inhumé secrètement dans la tradition chrétienne, puis auraient dessiné un plan de situation et marqué l'emplacement de la tombe par une croix. Se basant sur ces documents, l'historien Ivan Kozlov a soumis une hypothèse concernant l'emplacement de la tombe de Koltchak.
Le cénotaphe érigé en mémoire de l'amiral Koltchak se trouve au monastère Znamenski à Irkoutsk.